# Байкал

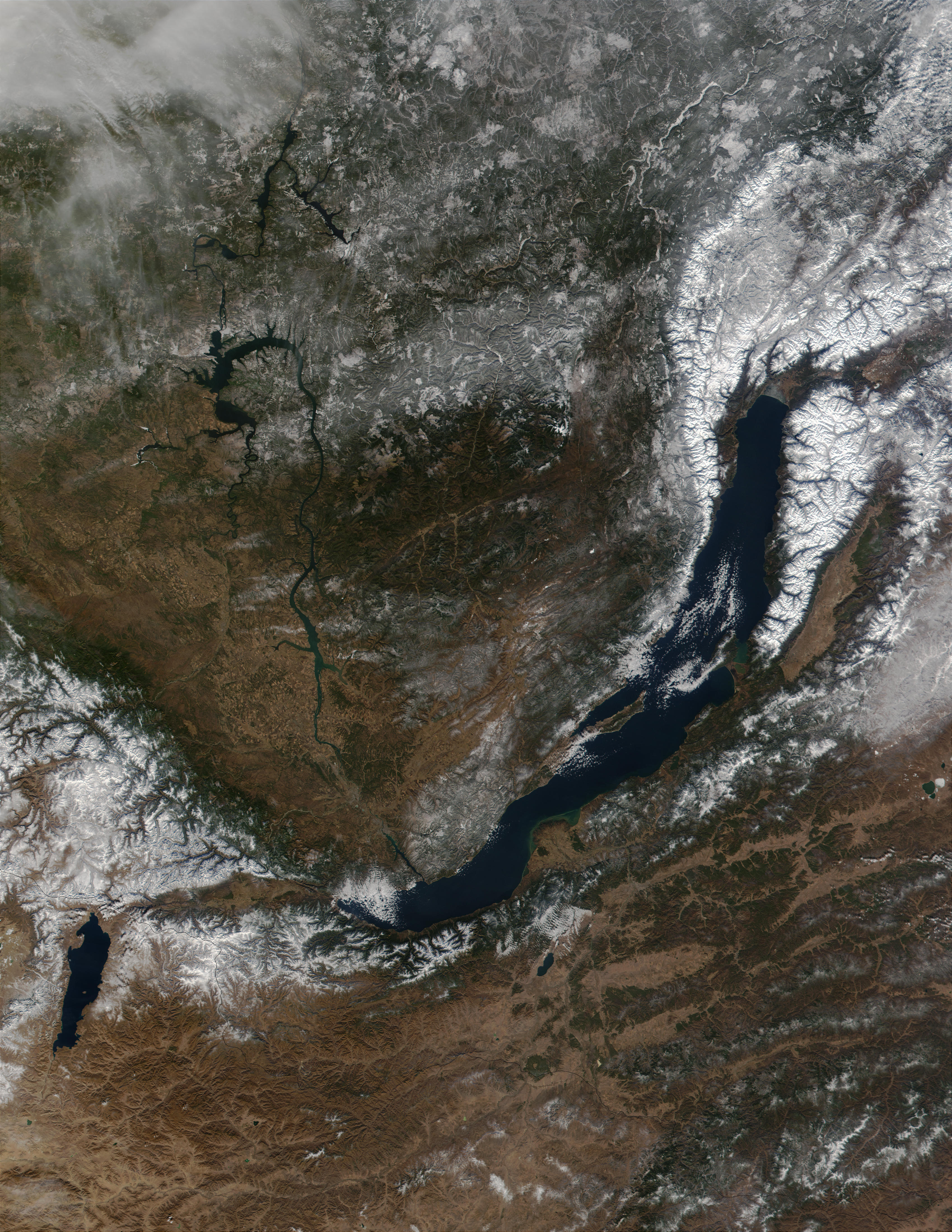
Байкал из космоса, левее расположено озеро Хубсугул на территории Монголии

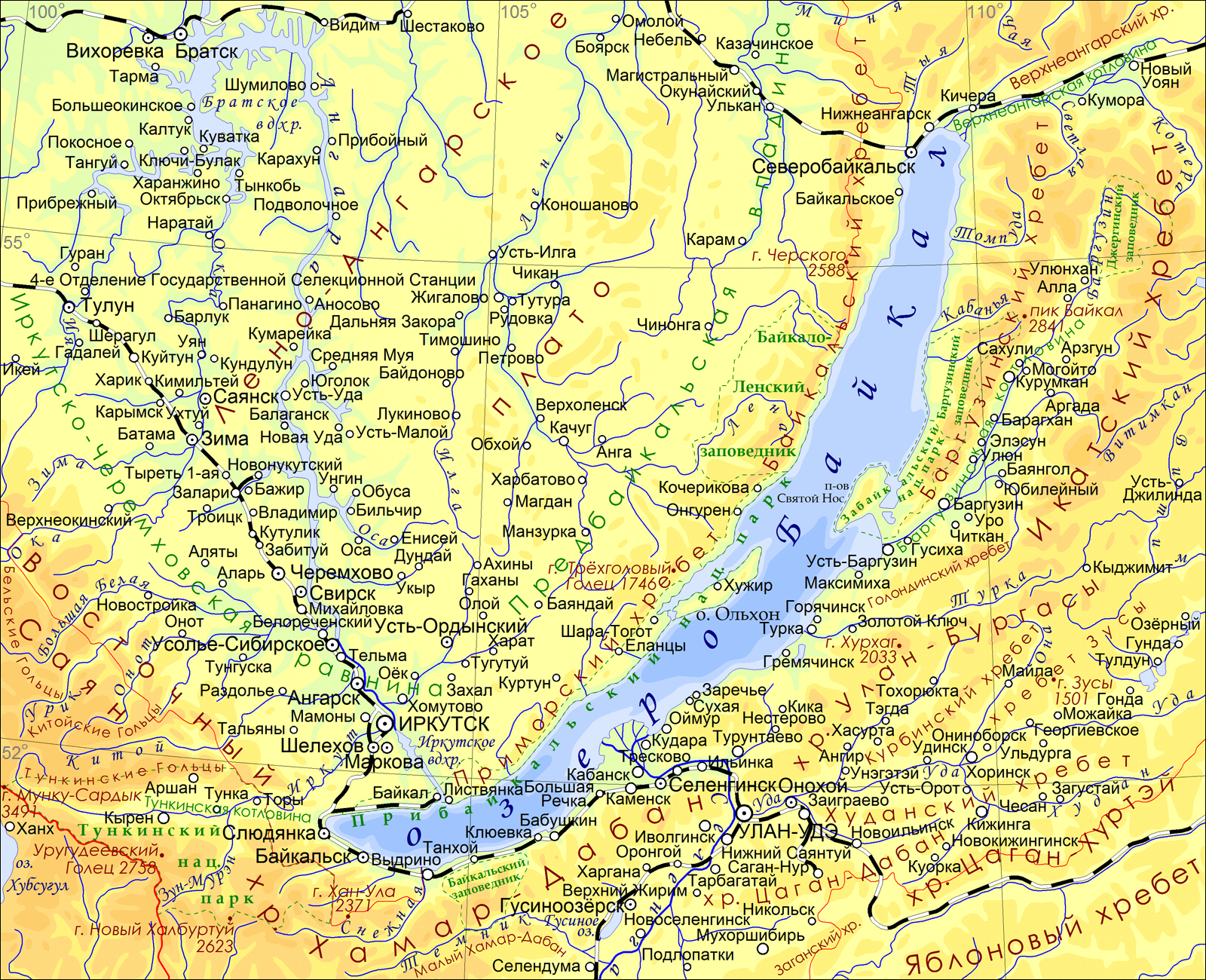
Байкал с прилегающими заповедниками и национальными парками

Байка́л (бур. Байгал далай) — озеро тектонического происхождения в южной части Восточной Сибири площадью 31 722 км². Самое глубокое озеро на планете, крупнейший природный резервуар пресной воды и самое большое по площади пресноводное озеро Евразии.
Озеро и прибрежные территории являются уникальным биогеоценозом, бо́льшая часть видов животных которых эндемична. Озеро имеет сток — реку Ангара.

## Название
Название озера объясняется обычно через тюркское baiköl «богатое озеро», на что указывают современные каз. и кирг. bai — «богатый» и казах., кирг., узб., алт. köl, тур. göl — «озеро». Названо озеро было так потому, что оно особенно богато редкой породой лососёвых рыб, которая здесь вылавливается.
По другой версии, название происходит от китайского Běihǎi — «северное море».

## География

### Географическое положение и размеры котловины
Находится в центре Азии на границе Иркутской области и Республики Бурятия в Российской Федерации. Озеро протянулось с юго-запада на северо-восток на 636 км в виде гигантского полумесяца. Ширина водоёма колеблется в пределах от 24 до 79 км. Дно Байкала в самой глубокой его части на 1187 метров ниже уровня Мирового океана. Высотная отметка уреза воды Байкала установлена (так как Байкал зарегулирован) в пределе 456—457 метров над уровнем моря, но в Тихоокеанской системе высот. В результате «реальный» уровень Байкала фактически неизвестен: 

А основной вывод здесь таков: на самом деле, мы сегодня не знаем, ни каков реально уровень Байкала, ни тем более как он соответствует либо не соответствует постановлению № 234, которое, как Вы наверно уже поняли, само сформулировано в несуществующей системе высот и реально его исполнение не может быть проконтролировано.
— С. Е. Беднарук, директор ФГУП «Центр Российского регистра гидротехнических сооружений и Государственного водного кадастра» Федерального агентства водных ресурсов
Площадь водной поверхности Байкала — 31 722 км² (без учёта островов), что примерно равно площади таких стран, как Бельгия или Нидерланды. По площади водного зеркала Байкал занимает седьмое место среди крупнейших озёр мира. Площадь водосборного бассейна — 571 тыс. км². Длина береговой линии — 2000 км.
Озеро находится в своеобразной котловине, со всех сторон окружённой горными хребтами и сопками. При этом западное побережье — скалистое и обрывистое, рельеф восточного побережья — более пологий (местами горы отступают от берега на десятки километров).

### Глубины

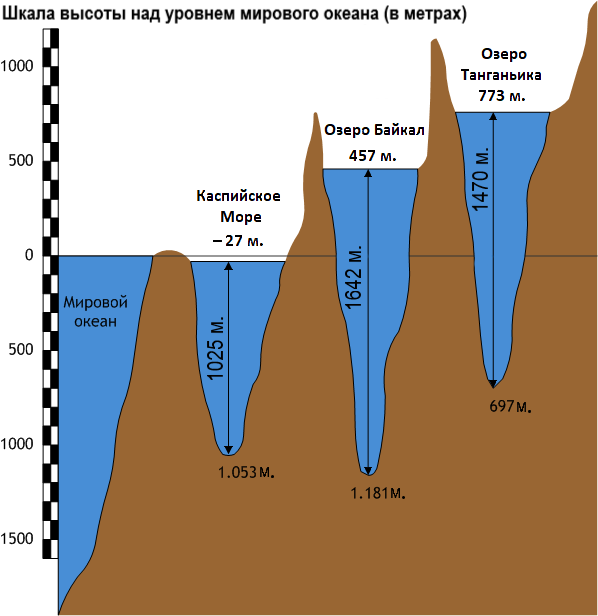
Глубина Байкала в сравнении с глубинами Каспийского моря и озера Танганьика

Байкал — самое глубокое озеро на Земле. Современное значение максимальной глубины озера — 1642 м — было установлено в 1983 году Л. Г. Колотило и А. И. Сулимовым во время выполнения гидрографических работ экспедицией ГУНиО МО СССР в точке с координатами 53°14′59″ с. ш. 108°05′11″ в. д..
Максимальная глубина была нанесена на карты в 1992 году и подтверждена в 2002 году в результате выполнения совместного бельгийско-испанско-российского проекта по созданию новой батиметрической карты Байкала, когда были оцифрованы глубины в 1 312 788 точках акватории озера (значения глубин были получены в результате перевычисления данных акустического зондирования, совмещённых с дополнительной батиметрической информацией, в том числе эхолокации и сейсмического профилирования; один из авторов открытия максимальной глубины, Л. Г. Колотило, был участником этого проекта).
Если учесть, что водная гладь озера находится на высоте 456 м над уровнем моря, то нижняя точка котловины лежит на 1187 м ниже уровня мирового океана, что делает чашу Байкала также одной из самых глубоких материковых впадин.
Средняя глубина озера также очень велика — 744,4 м. Она превышает максимальные глубины многих очень глубоких озёр. Кроме Байкала, на Земле только два озера имеют глубину более 1000 метров: Танганьика (1470 м) и Каспийское море (1025 м).
В 1957 году эхолотом была зафиксирована глубина 1940 метров, но при проверке обычным лотом (на тросе) она не подтвердилась.

### Объём воды

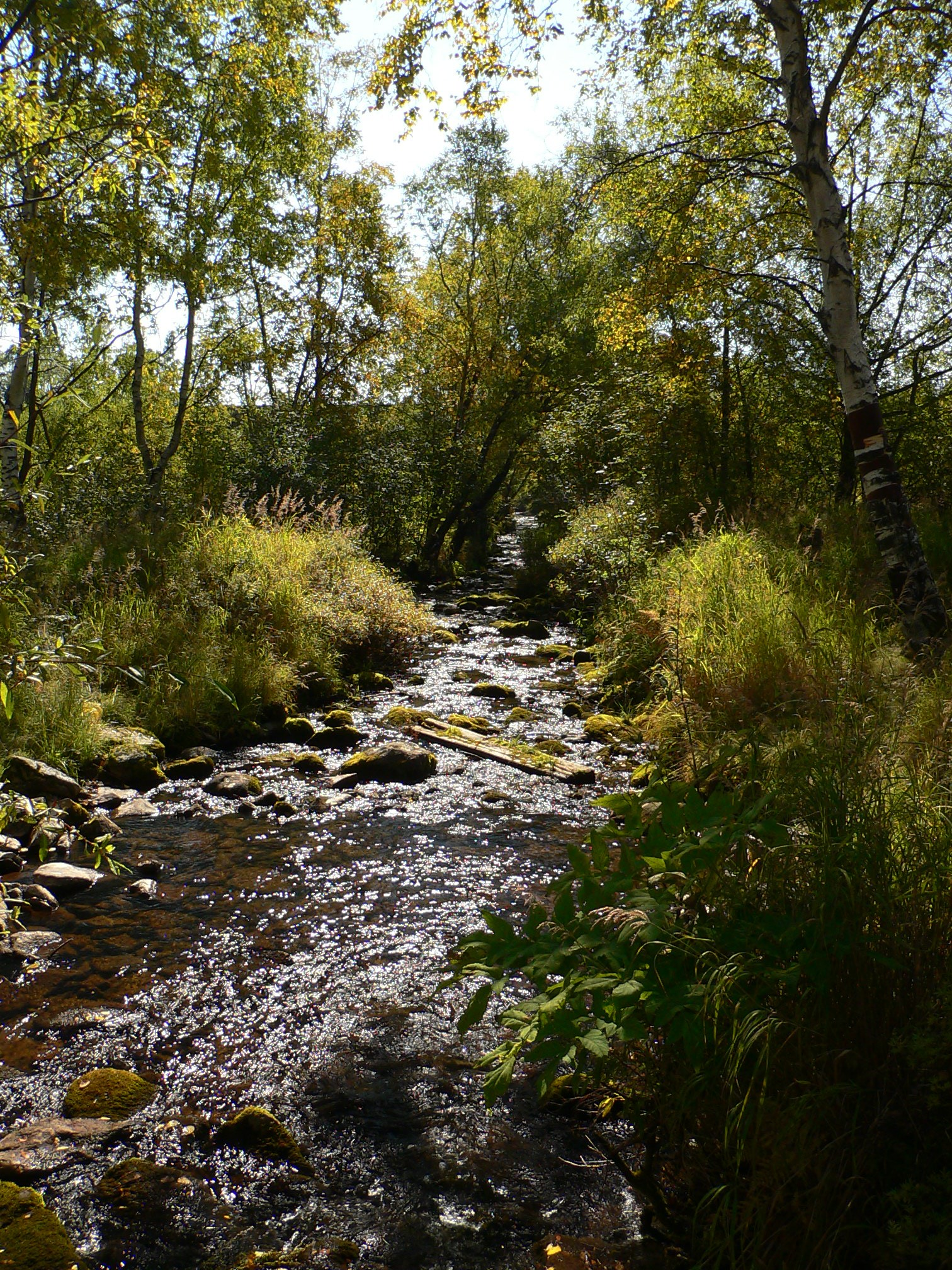
Один из ручьёв, впадающих в Байкал

Запасы воды в Байкале гигантские — 23 615,39 км³ (около 19 % от 123 тыс. км³ всех мировых запасов озёрной пресной воды). По объёму запасов пресной воды Байкал занимает первое место в мире среди озёр. В Байкале воды больше, чем во всех вместе взятых пяти Великих озёрах Северной Америки (Верхнее, Мичиган, Гурон, Эри, Онтарио), и в 25 раз больше, чем в Ладожском озере. Если же брать абсолютную величину среди всех озёр мира, то Байкал по объёму воды уступает разве что Каспийскому морю.

### Притоки и сток
По данным исследований И. Д. Черского (XIX век) в Байкал впадало 336 рек и ручьёв, и это число учитывало только постоянные притоки. Более современных данных по данному вопросу нет, однако иногда приводятся цифры в 544 или 1123 (которые приведены в результате подсчёта распадков, а не постоянных водотоков). Также считается, что вследствие антропогенного воздействия и изменения климата на Байкале с XIX века по современное время могло пропасть порядка 150 водотоков.
Самые крупные реки, впадающие в Байкал — это Селенга, Верхняя Ангара, Баргузин, Турка, Снежная, Кичера, Тыя, Голоустная, Бугульдейка. Из озера вытекает только одна река — Ангара.

### Свойства воды
Основные свойства байкальской воды можно коротко охарактеризовать так: в ней очень мало растворённых и взвешенных минеральных веществ, ничтожно мало органических примесей, много кислорода. Содержание минеральных солей в воде Байкала равно 96,7 мг/л.
В значительной степени чистота воды в Байкале поддерживается деятельностью микроскопического рачка эпишуры, который потребляет органику, пропуская воду через свой организм. Байкальская эпишура (лат. Epischura baicalensis) — вид планктонных ракообразных из подкласса веслоногих (Copepoda). Размер взрослого полупрозрачного рачка составляет около 1,5 мм. Этот эндемик Байкала играет важнейшую роль в экосистеме озера, населяя всю толщу вод и формируя до 90 % и более биомассы водоёма. Эпишура потребляет основную массу водорослей и является важным объектом питания байкальского омуля. Именно рачку-эпишуре озеро обязано чистотой своей воды.

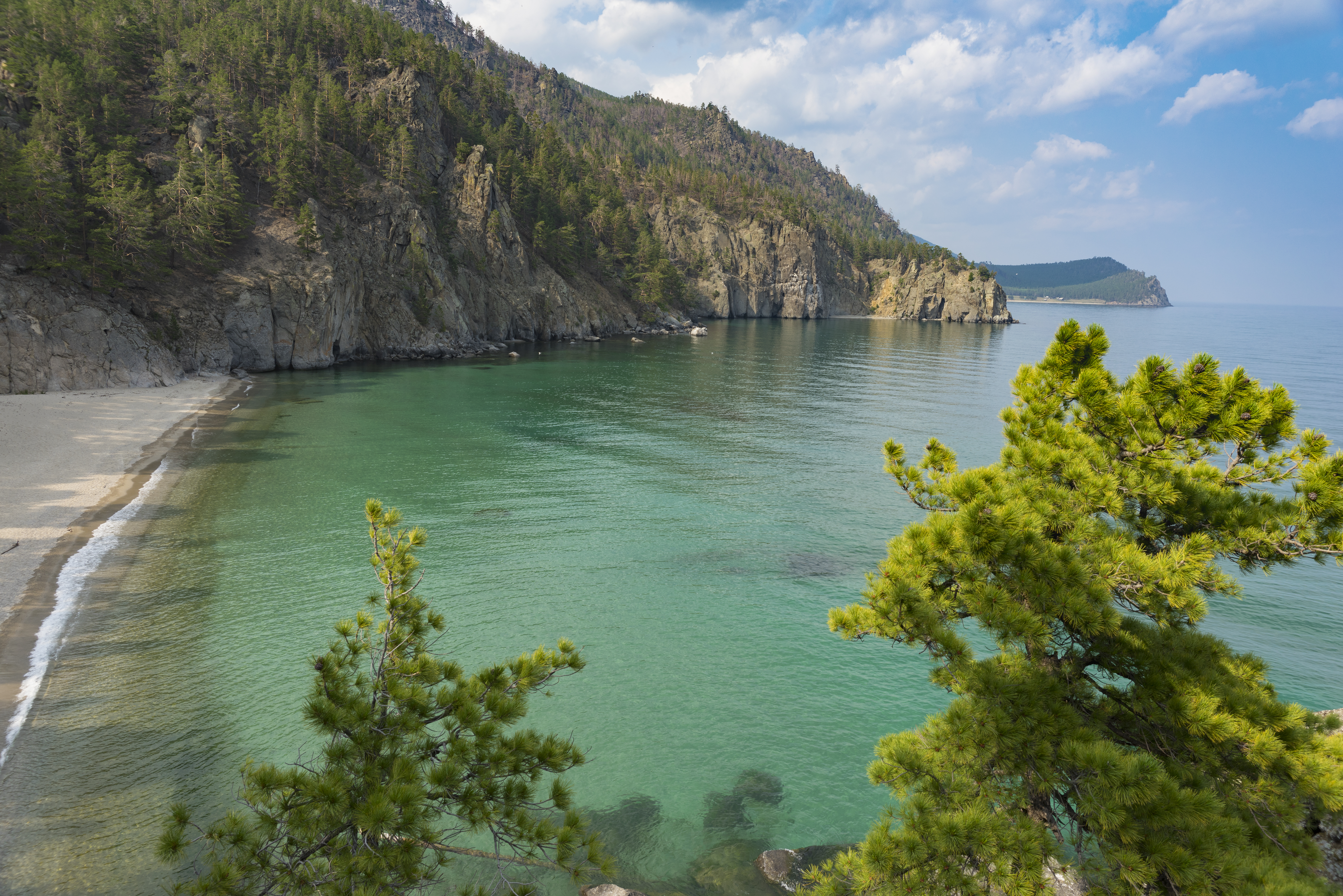
Байкальская вода
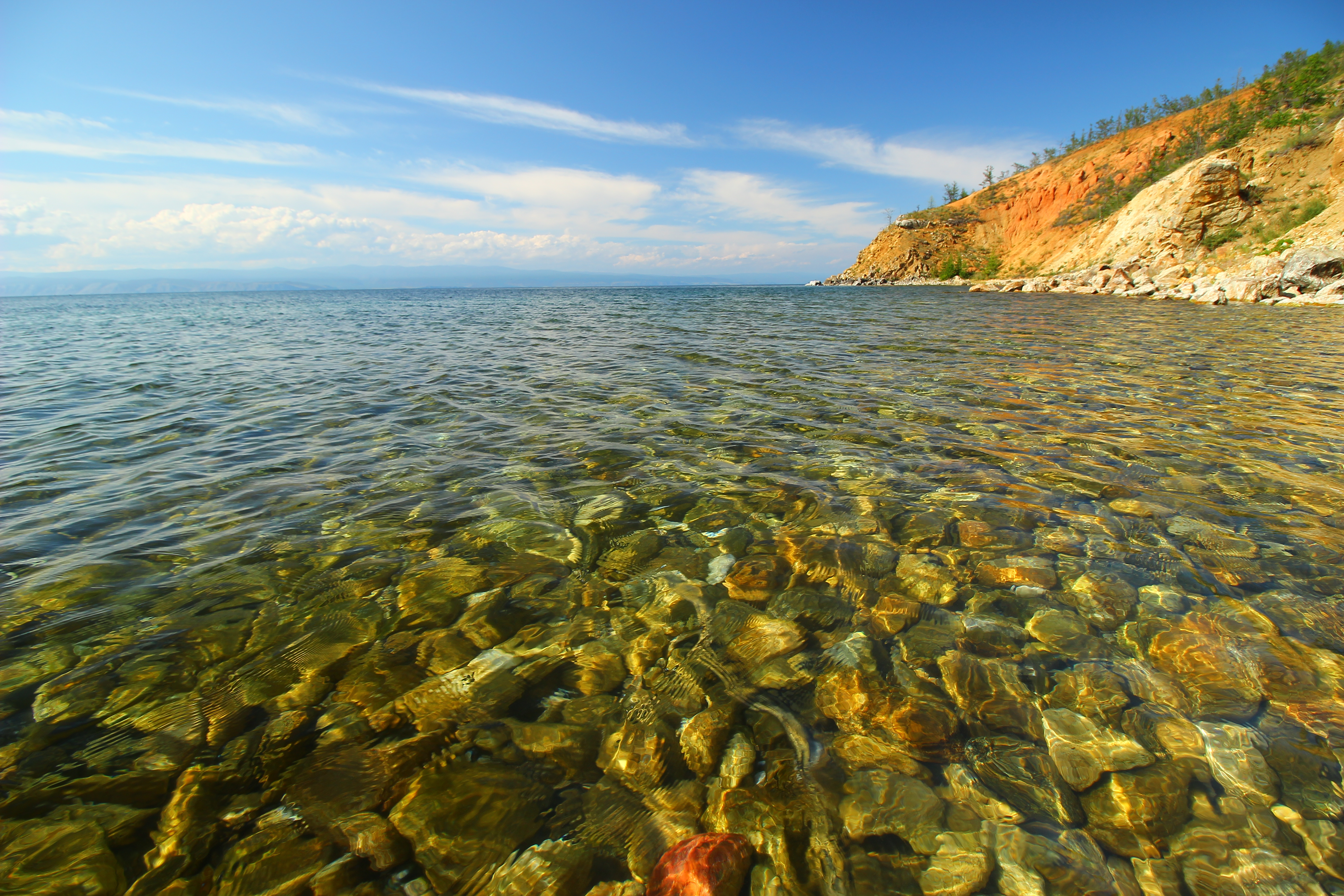
«Золотые камушки»

Вода в Байкале холодная — температура поверхностных слоёв даже летом не превышает +8 — +9 °C, а в отдельных заливах и сорах +15 °C (максимальная зафиксированная температура +23 °C). Температура глубинных слоёв — около +4 °C.
Вода в озере настолько прозрачна, что отдельные камни и различные предметы бывают видны на глубине до 40 метров. Это обычно бывает весной, когда вода в озере синего цвета. Летом же и осенью, когда в прогретой солнцем воде развивается масса растительных и животных организмов, прозрачность её снижается до 8—10 м, и цвет становится сине-зелёным и зелёным.

### Лёд
В период ледостава (в среднем, в период с 9 января по 4 мая) Байкал замерзает целиком, кроме небольшого участка протяжённостью в 15—20 км, находящегося в истоке Ангары. Период судоходства для пассажирских и грузовых судов обычно открыт с июня по сентябрь; научно-исследовательские суда начинают навигацию вслед за вскрытием озера ото льда и завершают её с замерзанием Байкала, то есть с мая по январь.
К концу зимы толщина льда на Байкале достигает 1 м, а в заливах — 1,5—2 м. При сильном морозе трещины, имеющие местное название «становые щели», разрывают лёд на отдельные поля. Длина таких трещин — 10—30 км, а ширина — 2—3 м. Разрывы происходят ежегодно, примерно в одних и тех же районах озера. Сопровождаются они громким треском, напоминающим раскаты грома или выстрелы из пушек. Благодаря трещинам во льду рыба на озере не гибнет от недостатка кислорода. Байкальский лёд, кроме того, очень прозрачен, и сквозь него проникают солнечные лучи, поэтому в воде бурно развиваются планктонные водоросли, выделяющие кислород. По берегам Байкала можно наблюдать зимой ледяные гроты и набрызги.
Байкальский лёд преподносит учёным немало загадок. Так, в 1940-х годах специалисты Байкальской лимнологической станции обнаружили необычные формы ледового покрова, характерные только для Байкала. Например, «сопки» — конусовидные ледяные холмы высотой до 6 м, полые внутри. Внешним видом они напоминают ледяные шатры, «открытые» в противоположную от берега сторону. Сопки могут располагаться по отдельности, а иногда образуют миниатюрные «горные хребты». Также на Байкале существуют ещё несколько видов льда: «сокуй», «колобовник», «осенец».
Весной 2009 года два ледовых кольца были сфотографированы с МКС и распространены в Интернете. На спутниковых снимках на разных участках Байкала чётко выделялись тёмные кольца. По мнению учёных, эти кольца возникают благодаря подъёму глубинных вод и повышению температуры поверхностного слоя воды в центральной части кольцевой структуры. В результате этого процесса образуется антициклоническое (по часовой стрелке) течение. В зоне, где течение достигает максимальных скоростей, усиливается вертикальный водообмен, что приводит к ускоренному разрушению ледового покрова.

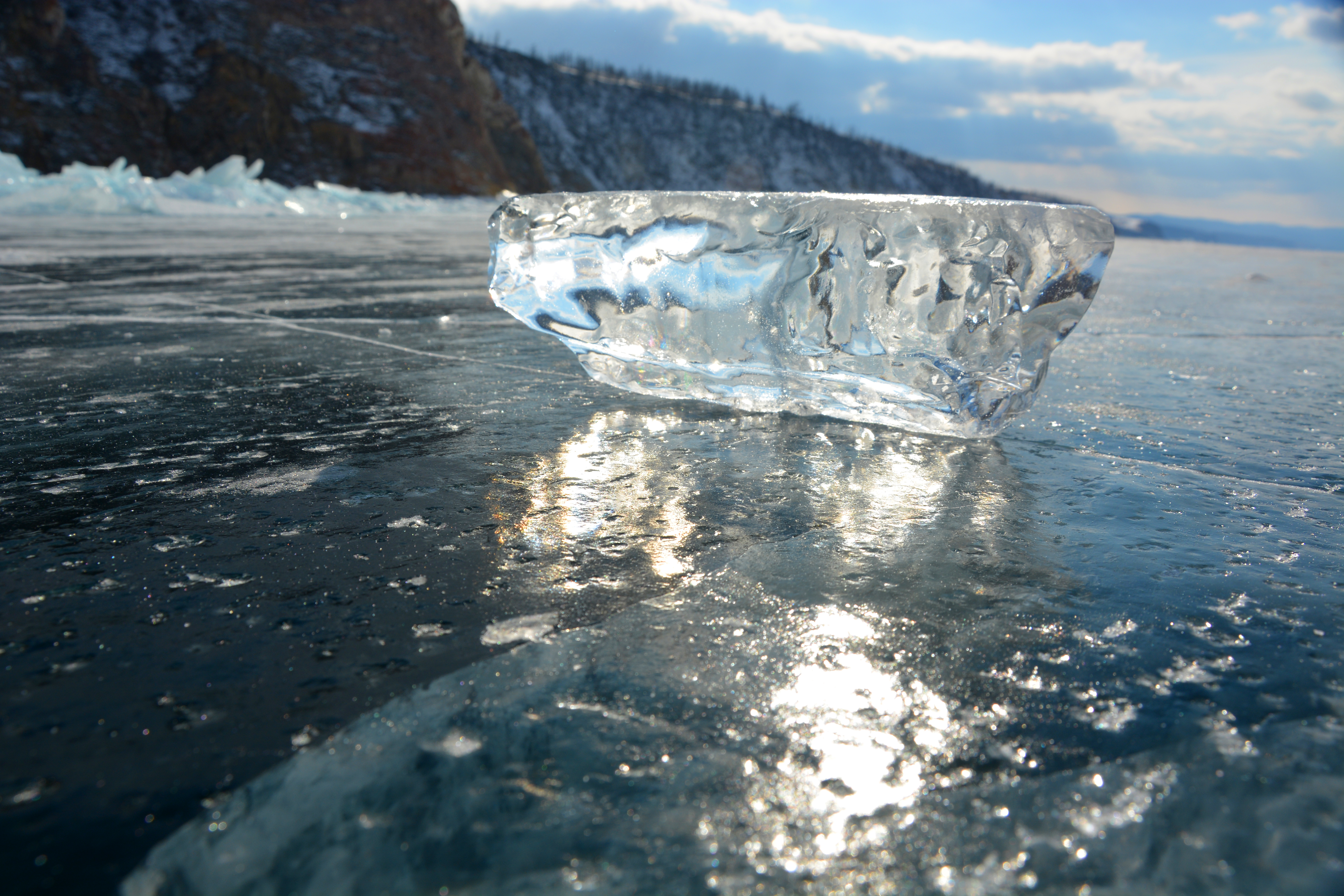
«Байкальский бриллиант»
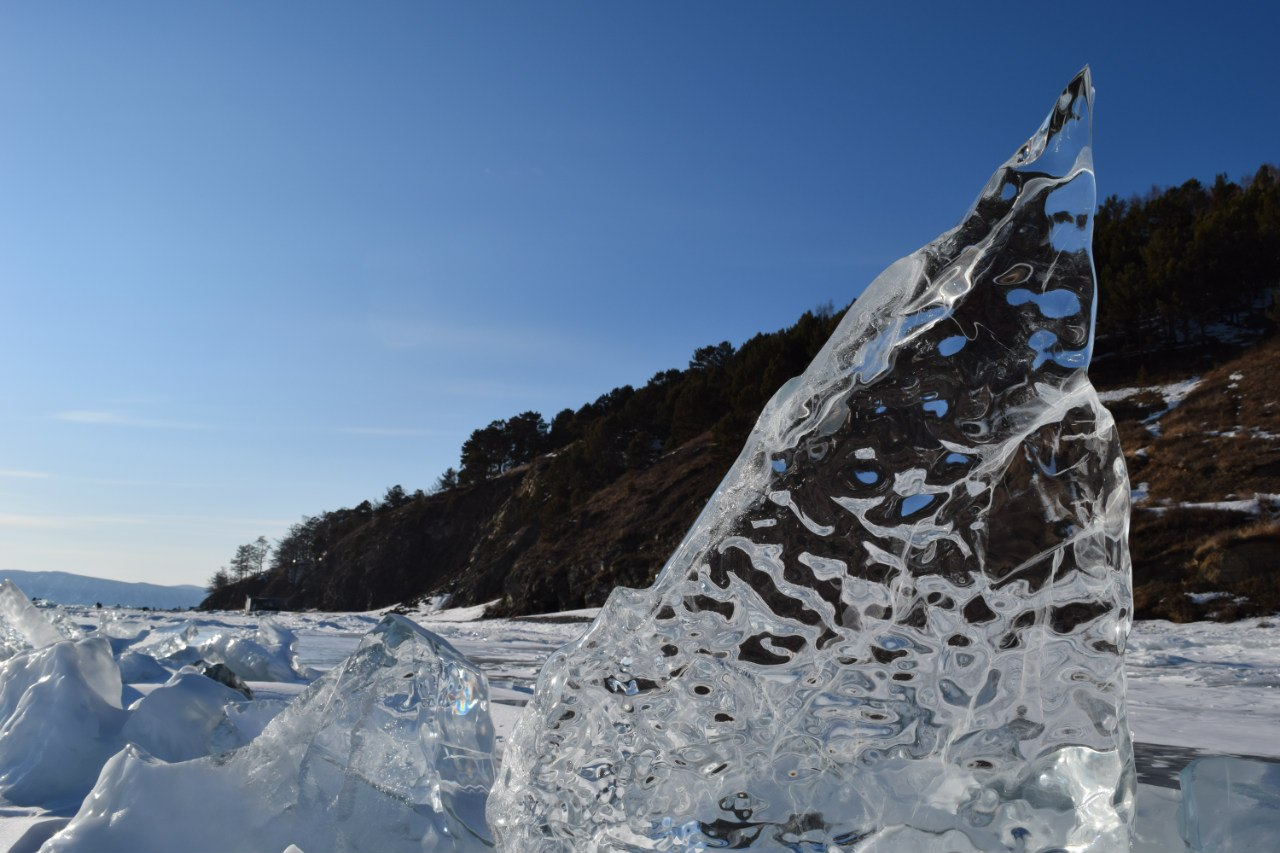
Кристальный лёд
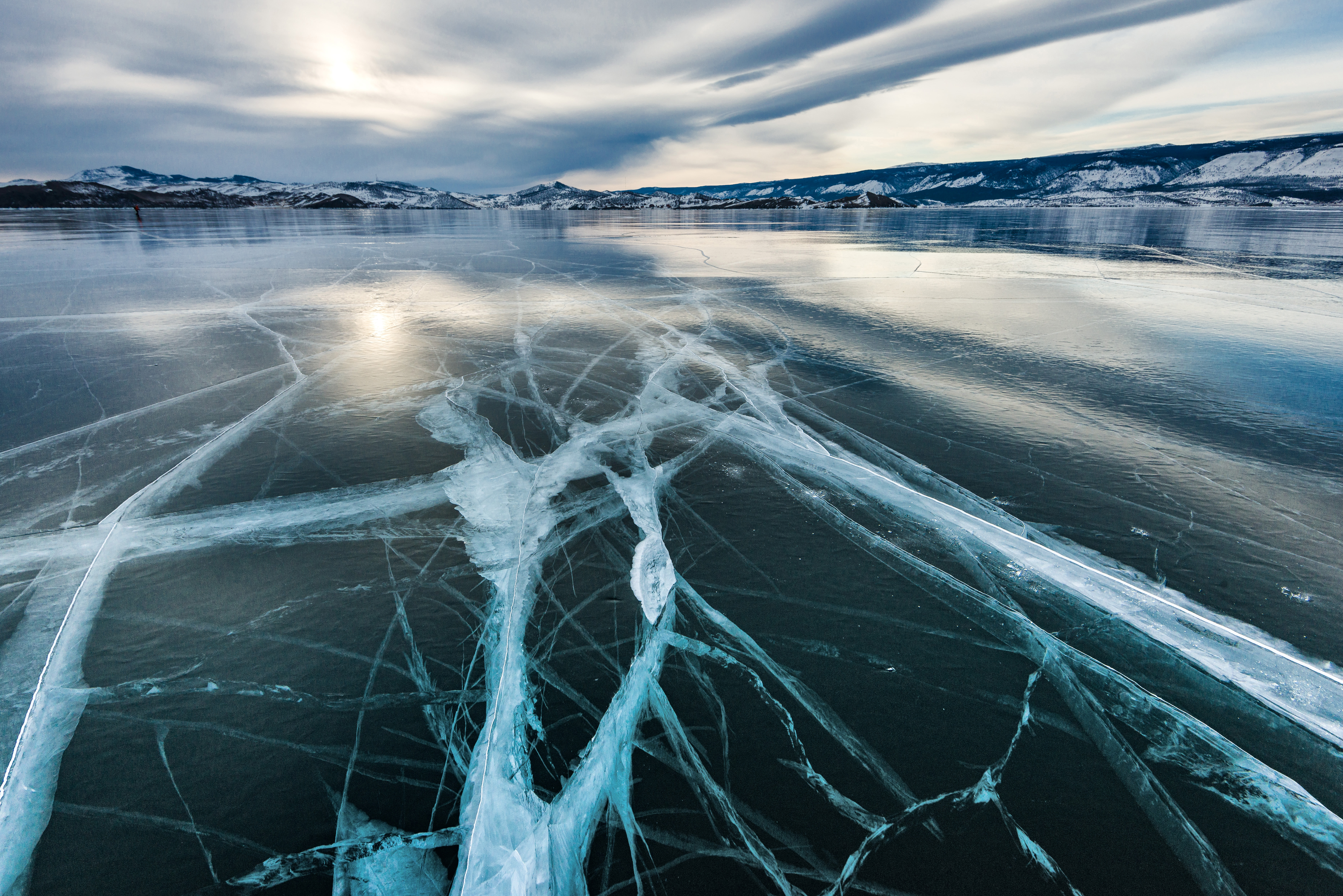
Ледяная гладь
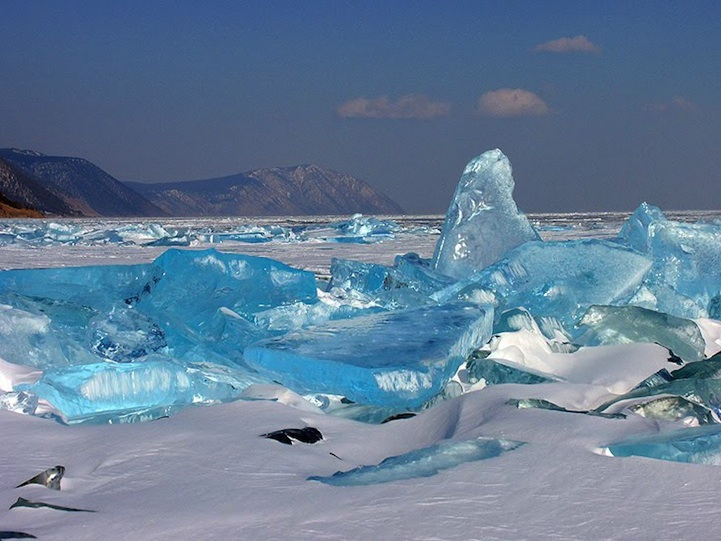
Голубые глыбы

### Рельеф дна

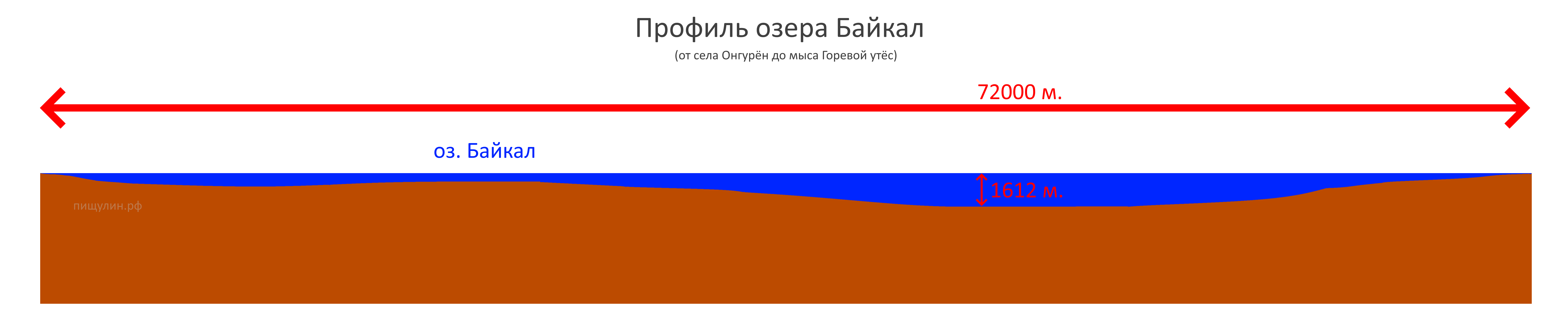
Профиль озера Байкал от села Онгурён до мыса Горевой утёс (ширина 72 км, глубина 1612 м.)

Дно Байкала имеет ярко выраженный рельеф. Вдоль всего побережья в большей или меньшей степени развиты прибрежные мелководья (шельфы) и подводные склоны; есть подводные банки и даже подводные хребты; выражено ложе трёх основных котловин озера — Южной, Средней и Северной, отделённых друг от друга двумя хребтами — Академическим и Селенгинским. Наиболее выразителен Академический хребет, протянувшийся от острова Ольхон к Ушканьим островам, которые являются его самой высокой частью. Протяжённость его составляет около 100 км, максимальная высота над дном Байкала — 1848 м.
Толщина донных отложений в Байкале, как установлено гравиметрической съёмкой, достигает около 6 тыс. метров, что означает, что в озере затоплены одни из высочайших гор на Земле, высотой более 7000 м.

### Острова и полуострова
На Байкале 27 островов (Ушканьи острова, Ольхон, Ярки и другие). Самый крупный из них — Ольхон (71 км в длину и 12 км в ширину, расположен почти в центре озера у его западного побережья, площадь — 729 км², по другим данным — 700 км²).
Крупными островами признаны 12 островов. Остальные признаются островами малой гряды. Наибольшее сосредоточение островов наблюдается в районе Малого моря. Несколько островов расположены в центре озера и 5 островов находятся в районе Чивыркуйского залива. Крупнейший полуостров — Святой Нос.

Острова
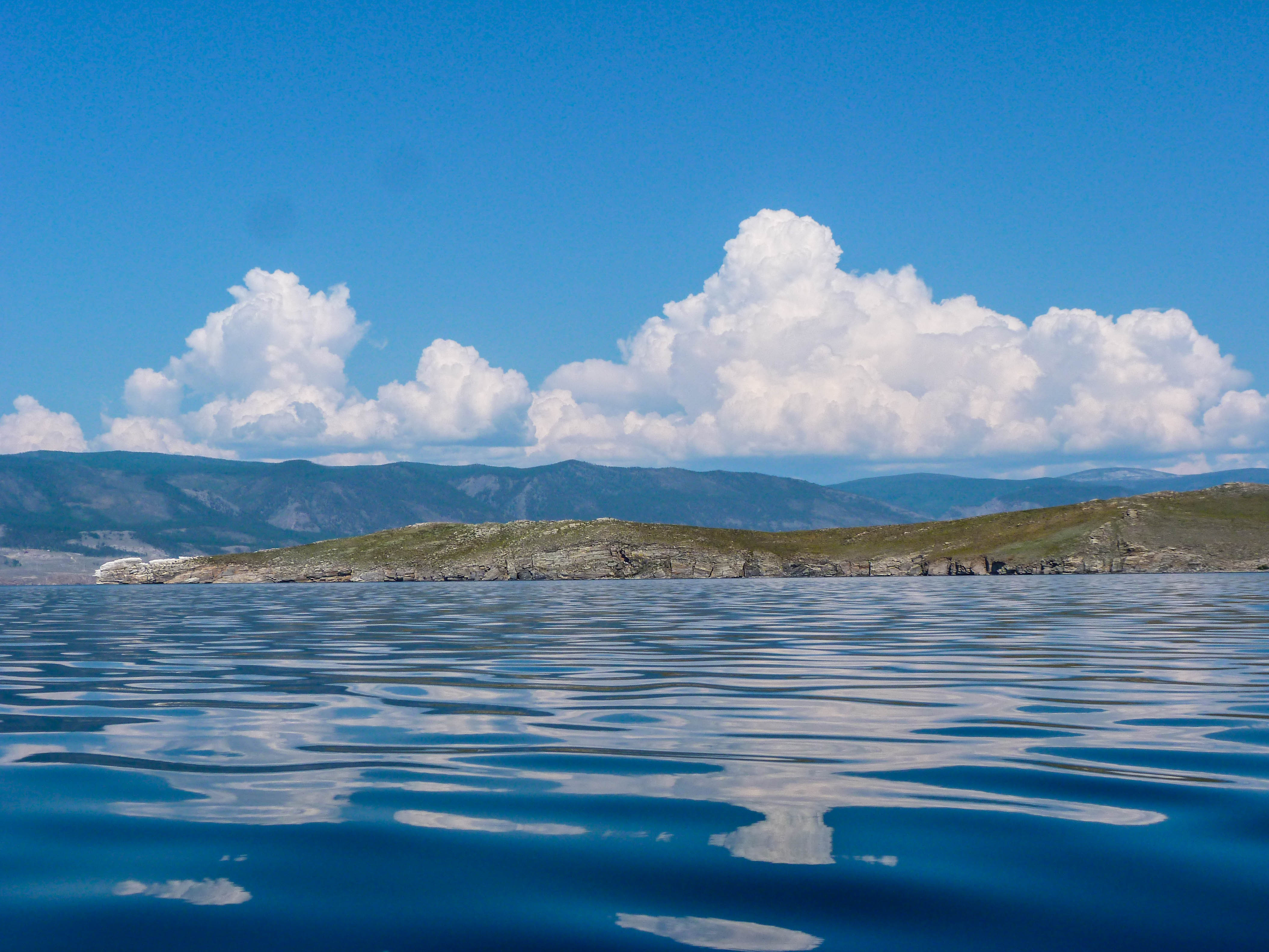
Огой
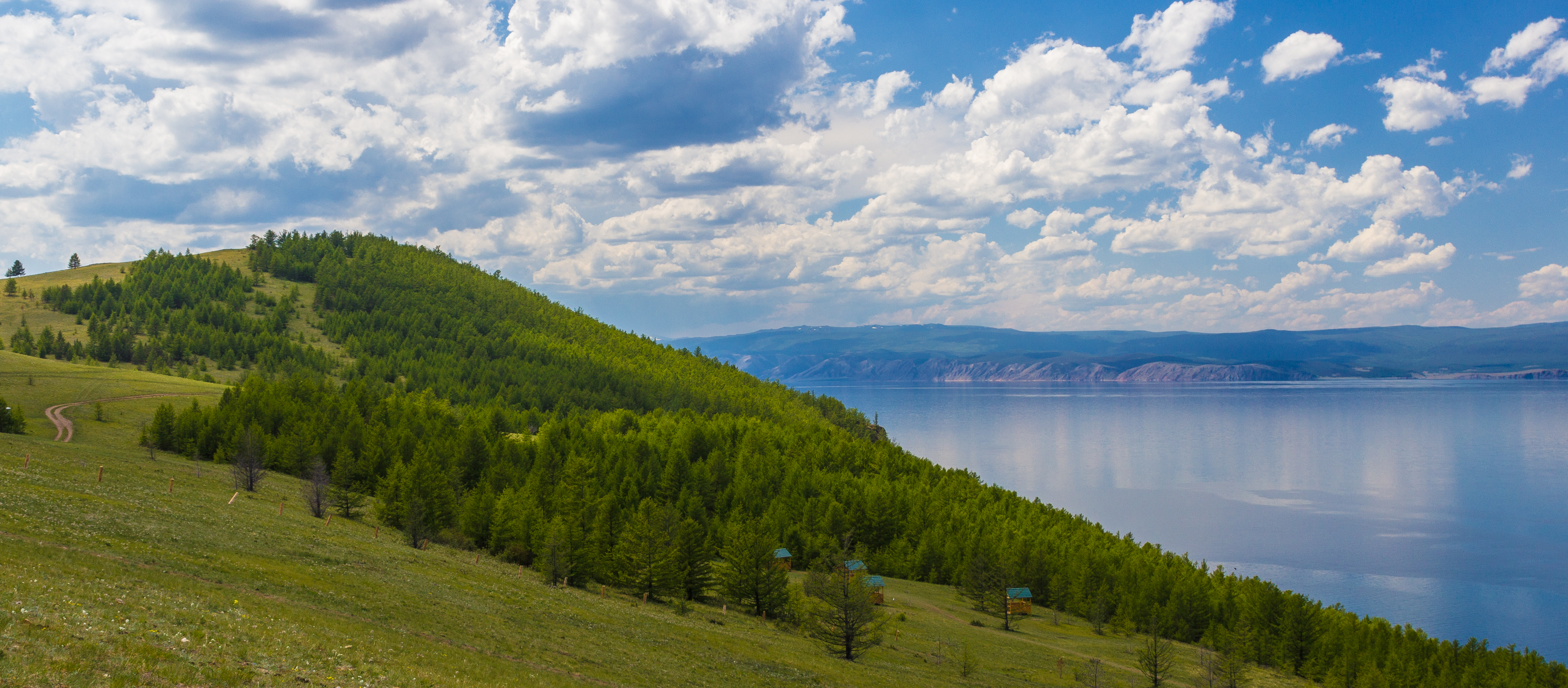
Ольхон
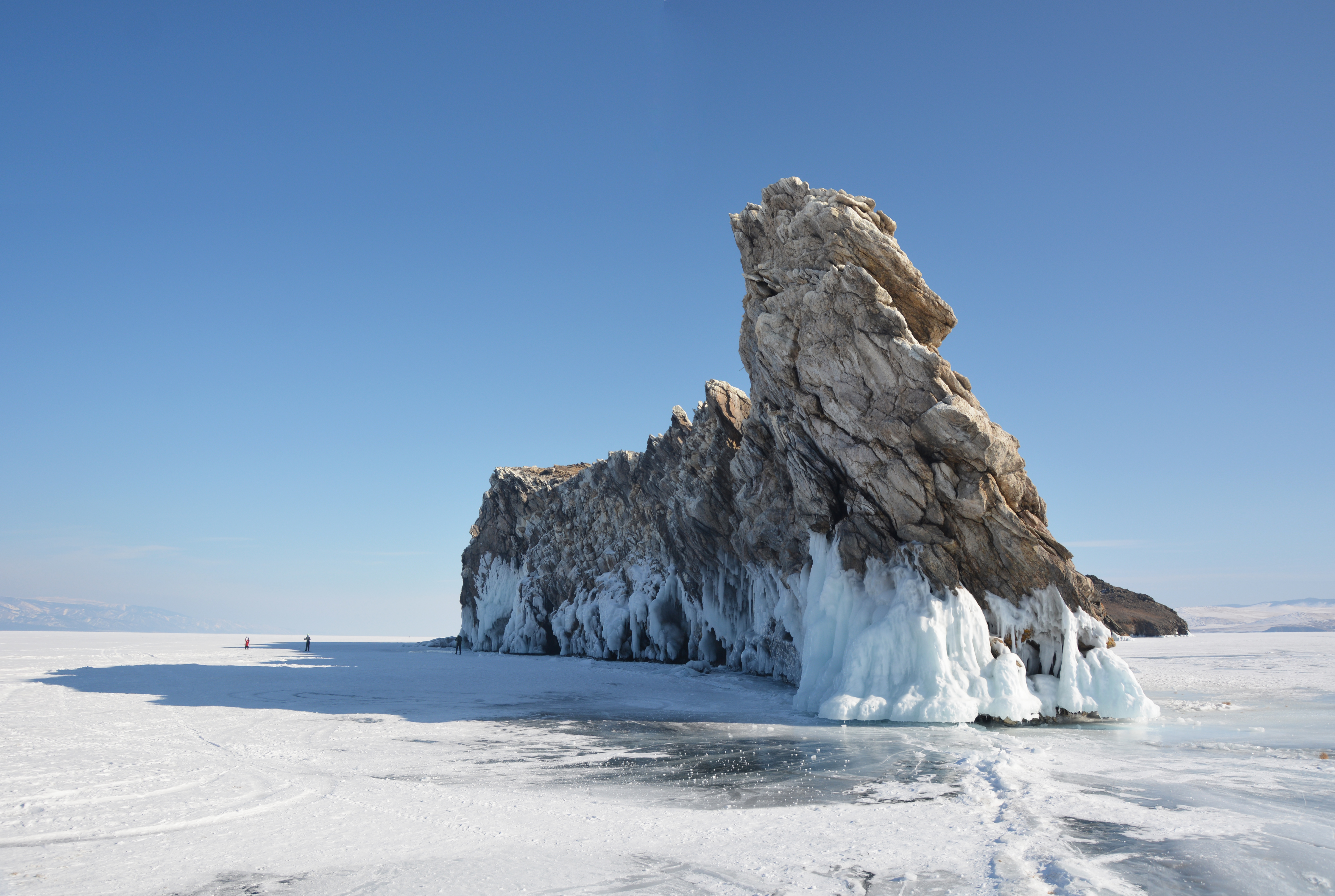
Остров
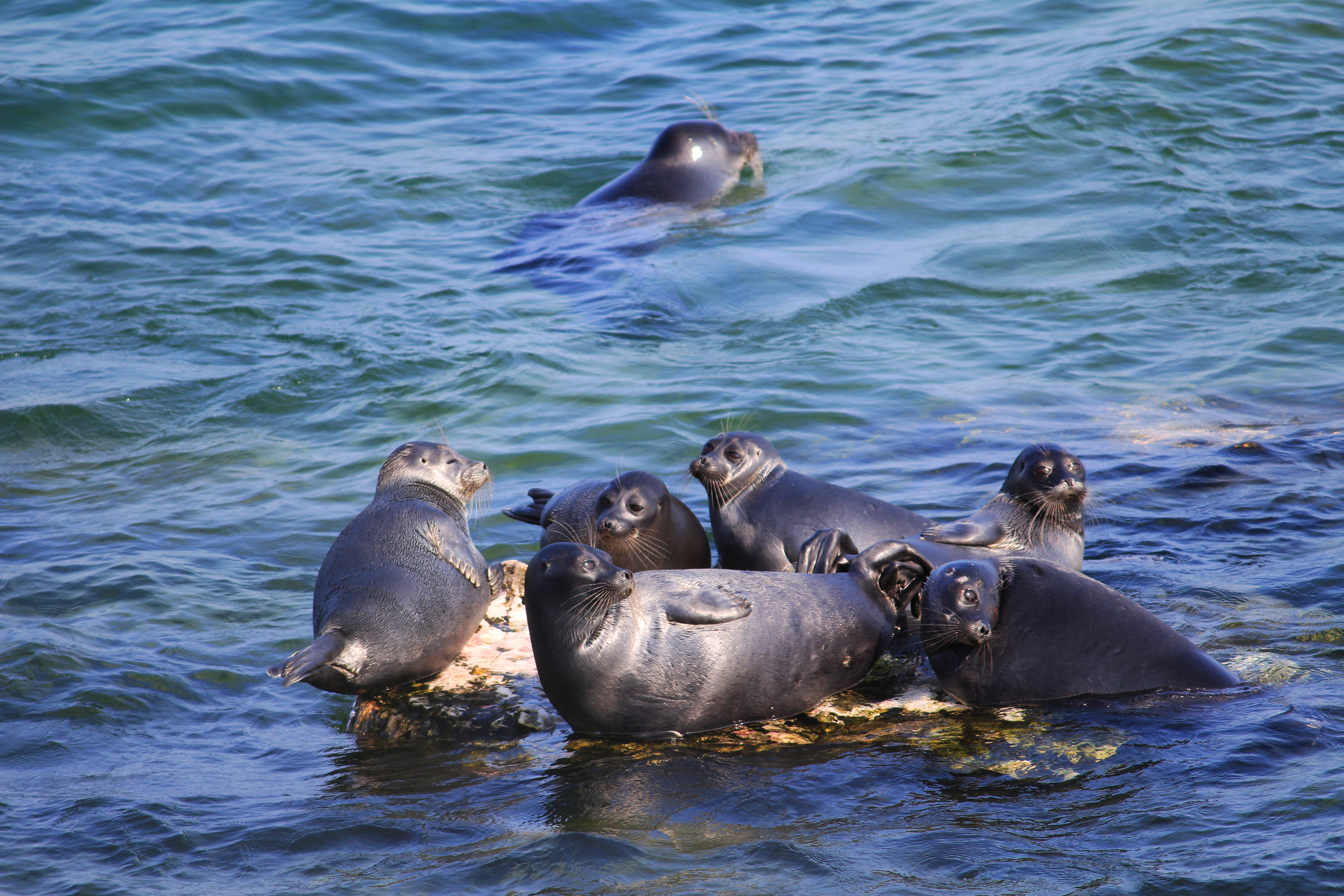
Ушканьи острова
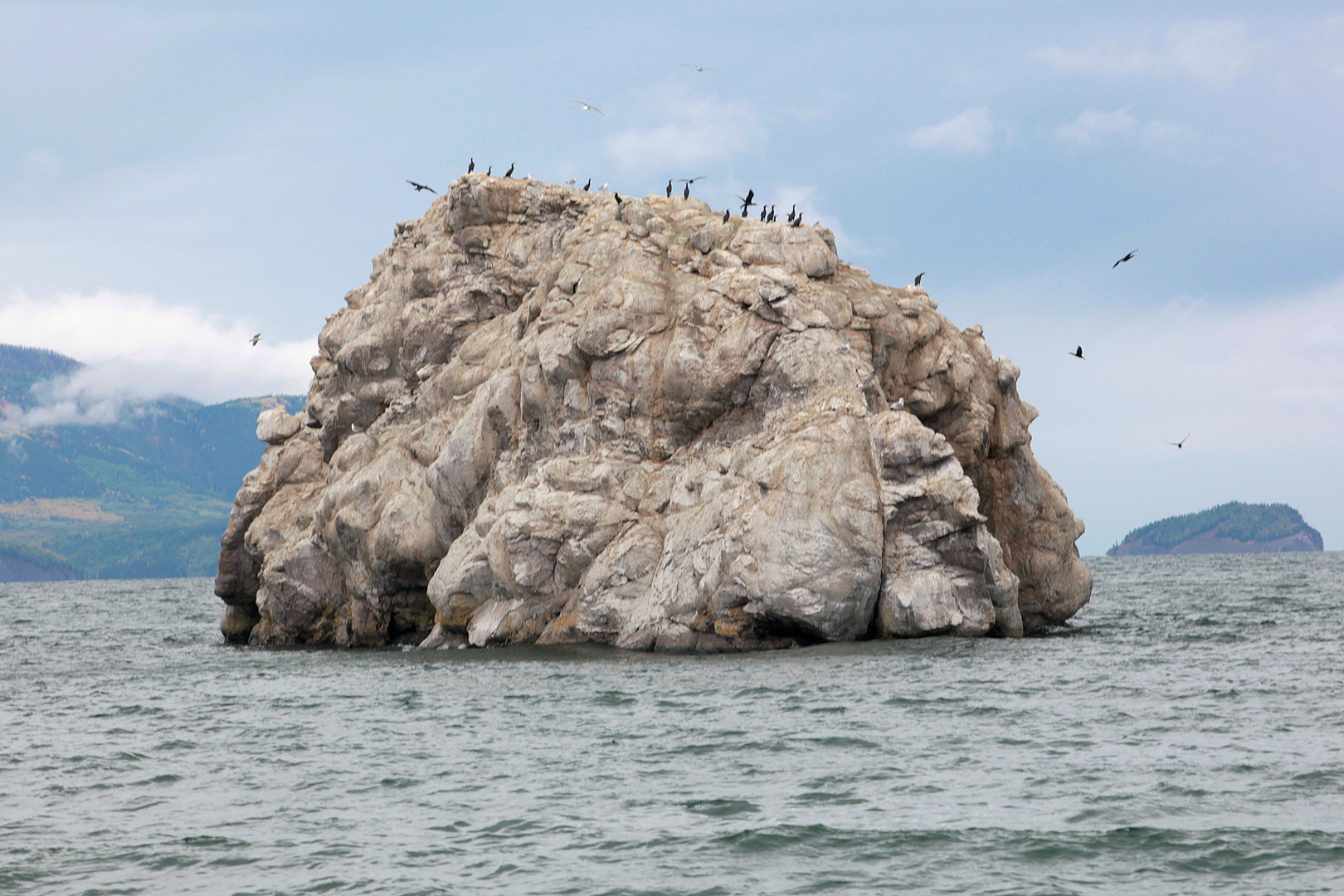
Белый Камень

### Сейсмоактивность

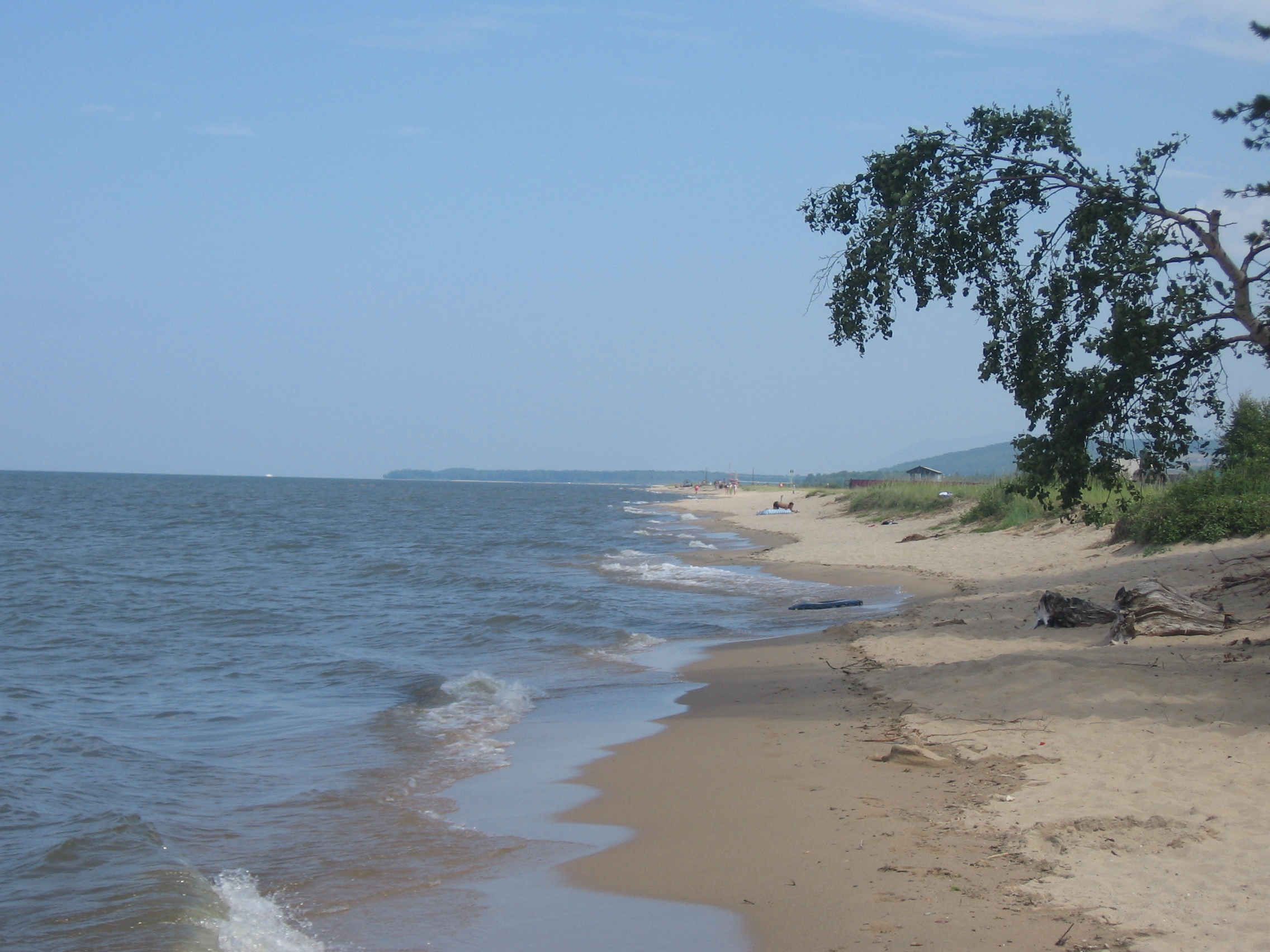
Берег Байкала у села Сухая (Бурятия)

Район Байкала (т. н. Байкальская рифтовая зона) относится к территориям с высокой сейсмичностью: здесь регулярно происходят землетрясения, сила большей части которых составляет один-два балла по шкале интенсивности MSK-64. Однако случаются и сильные — так, в 1862 году при 10-балльном Цаганском землетрясении в северной части дельты Селенги ушёл под воду участок суши площадью 200 км² с шестью бурятскими улусами, в которых проживало 1300 человек, и образовался залив Провал.
Сильные землетрясения отмечены также в 1903 году (Байкальское), 1950 году (Мондинское), 1957 году (Муйское), 1959 году (Среднебайкальское). Эпицентр 9-балльного Среднебайкальского землетрясения находился на дне Байкала в районе села Сухая (юго-восточное побережье). В Улан-Удэ и Иркутске сила главного толчка достигла 5—6 баллов, наблюдались трещины и незначительные разрушения в зданиях и постройках. Последние сильные землетрясения на Байкале происходили в августе 2008 года (9 баллов) и в феврале 2010 года (6,1 балла).

### Климат
Водная масса Байкала оказывает влияние на климат прибрежной территории. Зима здесь бывает мягче, а лето — прохладнее. Наступление весны на Байкале задерживается на 10—15 дней по сравнению с прилегающими районами, а осень часто бывает довольно продолжительной.
Максимальная зафиксированная температура воздуха — +34 °C, а средняя повышается в последние годы.
Район Байкала отличается большой суммарной продолжительностью солнечного сияния. Например, в посёлке Большое Голоустное она доходит до 2524 часов, что больше, чем на черноморских курортах. Дней без солнца в году в этом же населённом пункте бывает только 37, а на острове Ольхон — 48.
Особые черты климата обусловлены байкальскими ветрами, которые имеют собственные названия — баргузин, сарма, верховик, култук и другие.

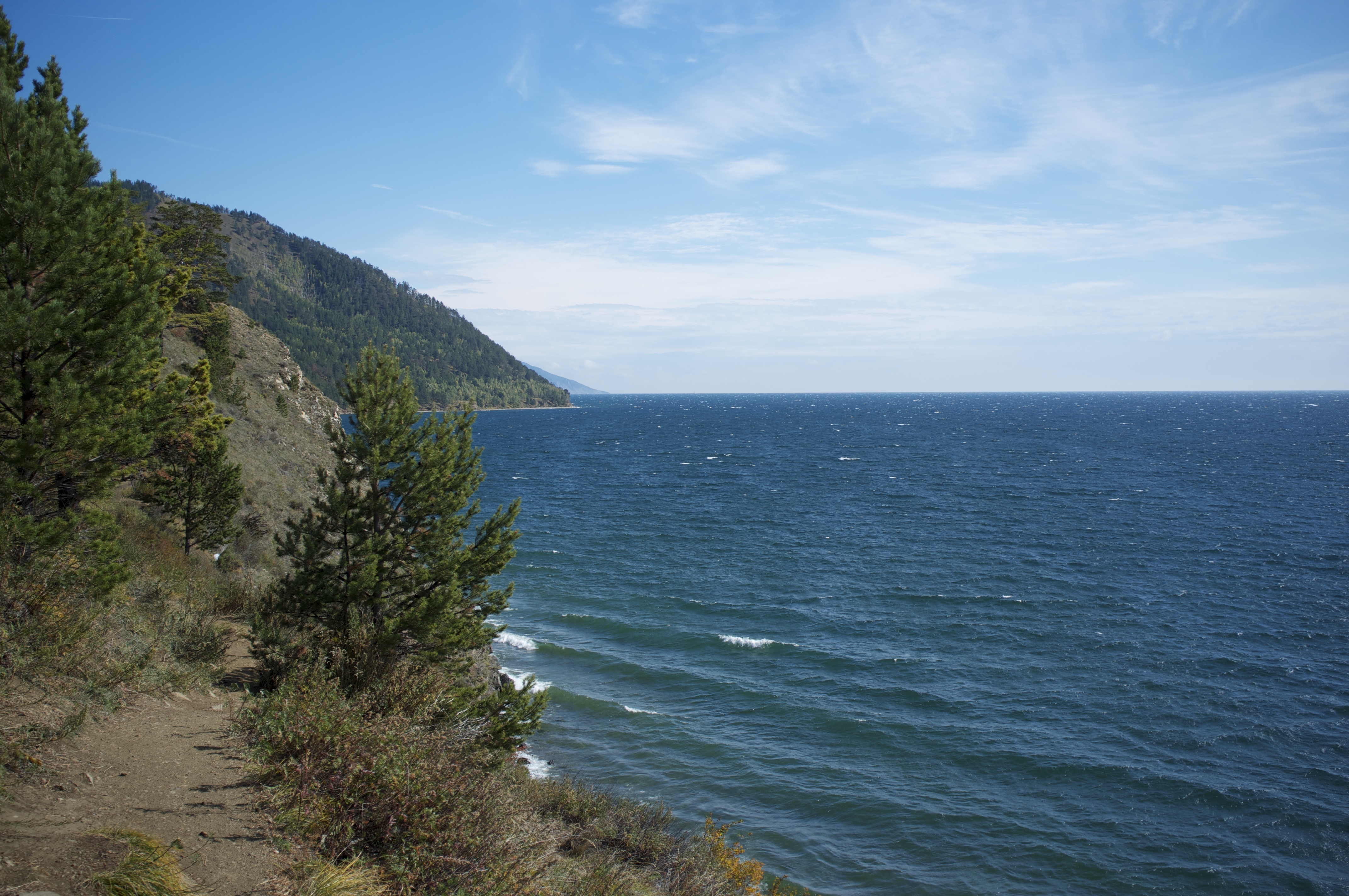
Лето на Байкале
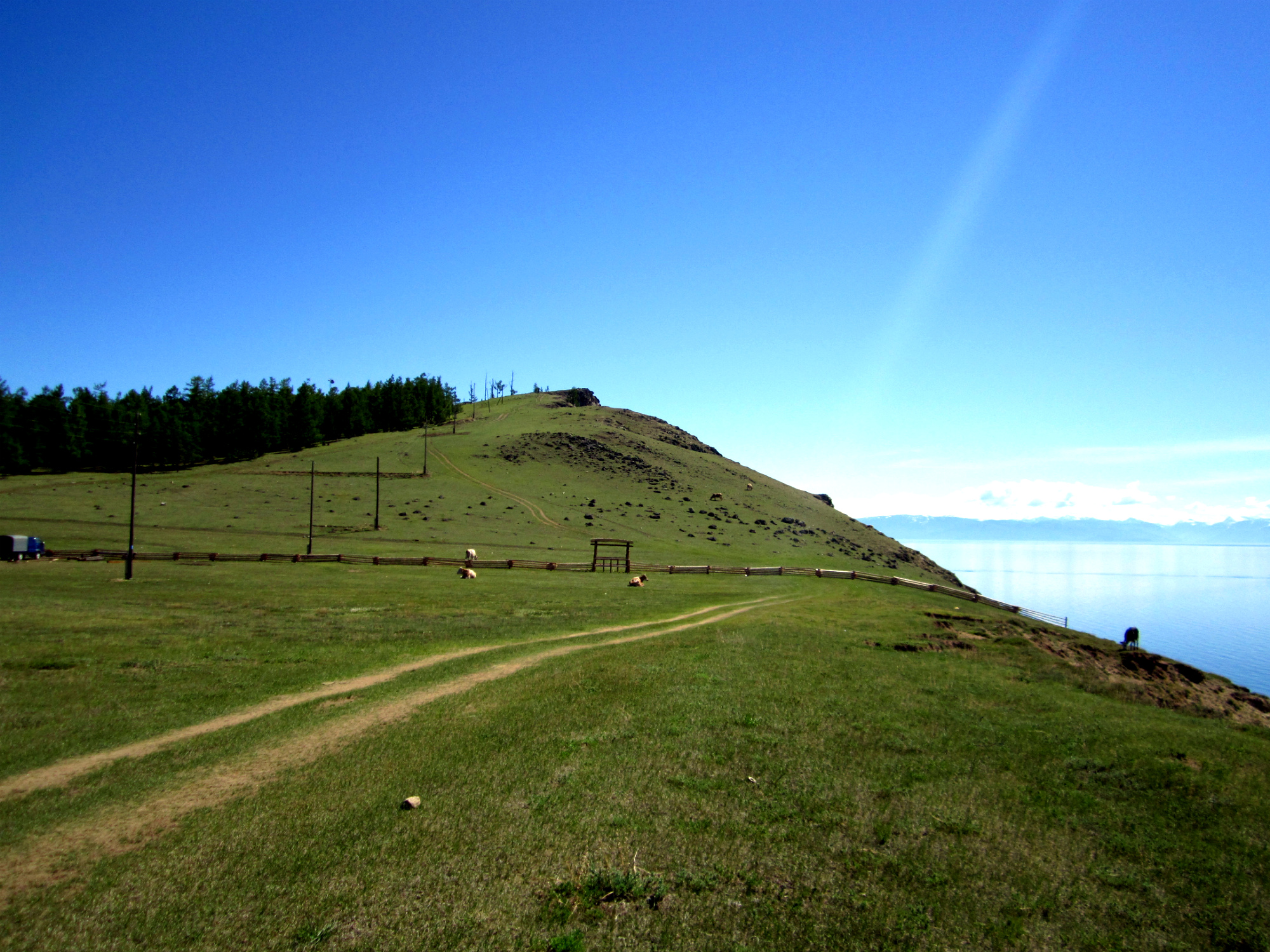
с. Байкальское
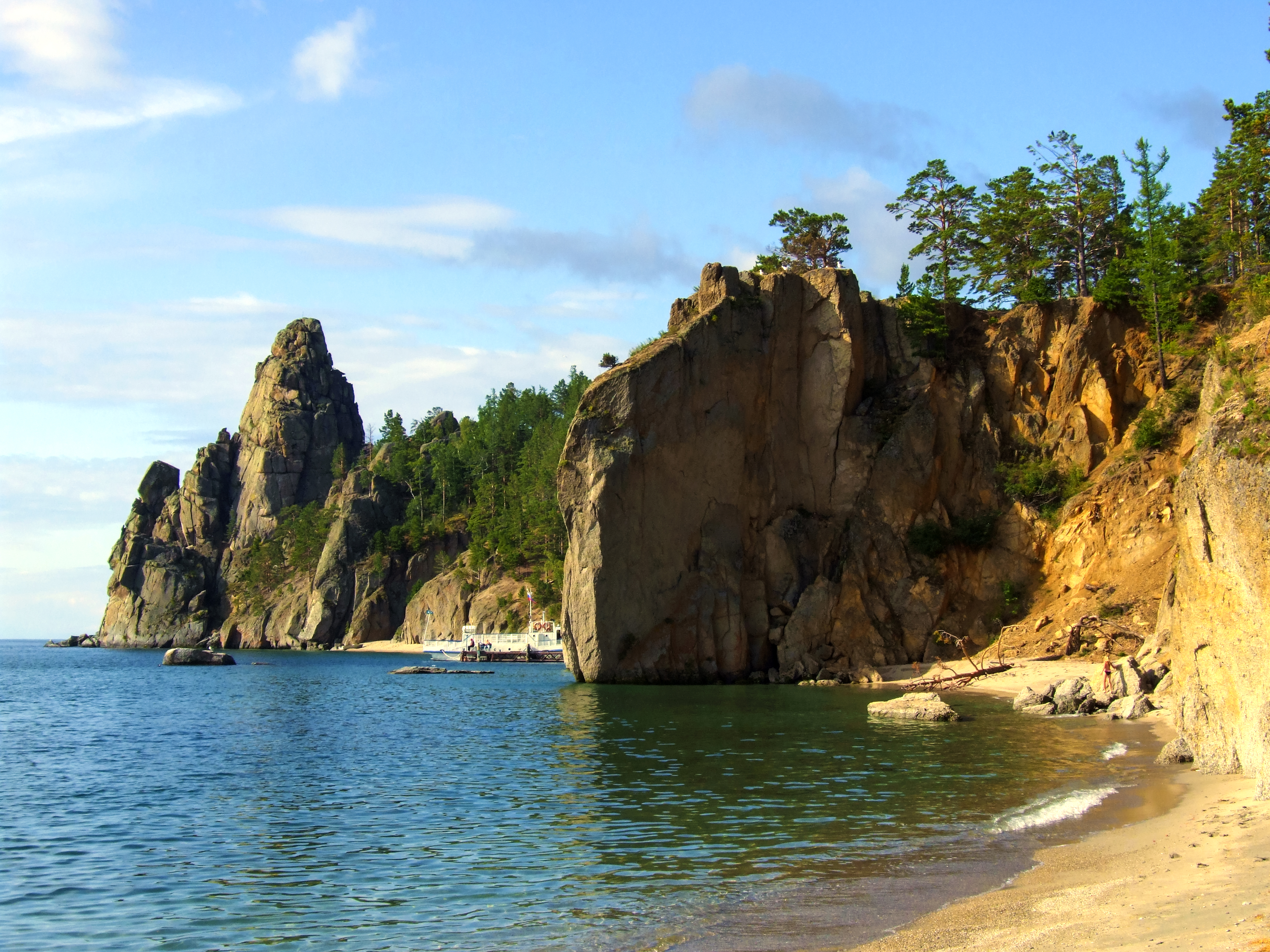
Бухта

## Происхождение озера
Происхождение Байкала до сих пор вызывает научные споры. Возраст озера учёные традиционно определяют в 25—35 млн лет. Этот факт также делает Байкал уникальным природным объектом, так как большинство озёр, особенно ледникового происхождения, живёт в среднем 10—15 тысяч лет, а потом заполняется илистыми осадками и заболачивается.
Однако существует также версия о молодости Байкала, выдвинутая доктором геолого-минералогических наук А. В. Татариновым в 2009 году, которая получила косвенные подтверждения во время второго этапа экспедиции «Миров» на Байкале. В частности, деятельность грязевых вулканов на дне озера позволяет учёным предполагать, что современной береговой линии Байкала всего лишь 8 тысяч лет, а глубоководной части — 150 тысяч лет.

Несомненно лишь то, что озеро расположено в рифтовой впадине и по строению схоже, например, с бассейном Мёртвого моря. Одни исследователи объясняют образование Байкала его расположением в зоне трансформного разлома, другие предполагают наличие под озером мантийного плюма, третьи объясняют образование впадины пассивным рифтингом в результате коллизии Евразийской плиты и Индостана. Как бы то ни было, преобразование Байкала продолжается до сих пор — в окрестностях озера постоянно происходят землетрясения. Есть предположения о том, что проседание впадины связано с образованием вакуумных очагов вследствие излияния базальтов на поверхность (четвертичный период).

## Растительный и животный мир

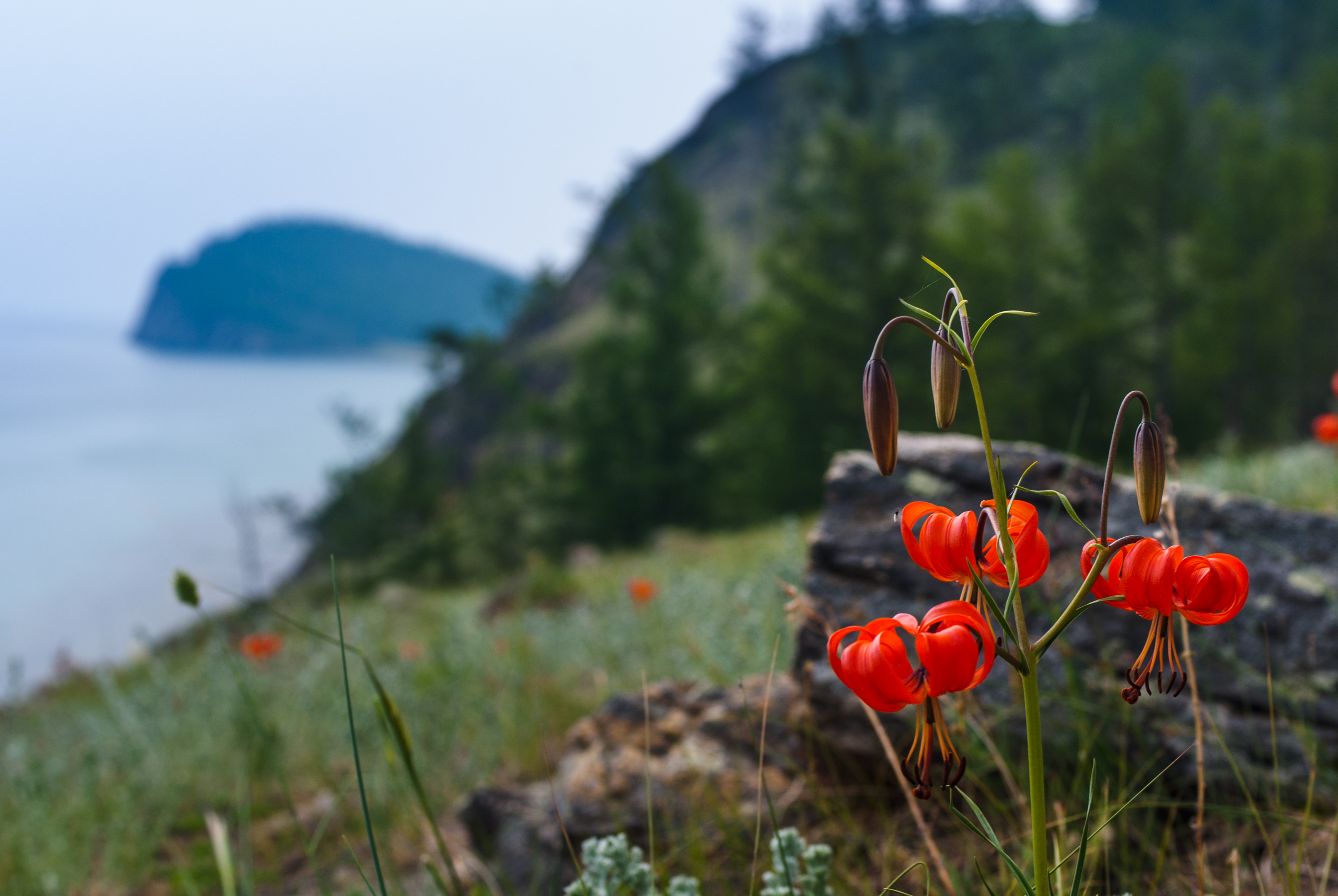
Саранка

В озере установлено наличие 2630 видов, подвидов и разновидностей животных и водных растений. 2/3 из них являются эндемиками. Большое количество живых организмов в озере учёные объясняют тем фактом, что толща байкальской воды во всех слоях содержит большое количество кислорода, поскольку дважды в год, при прохождении температуры воды на поверхности озера через точку наибольшей плотности (+4 °C) весной (вверх) и осенью (вниз) происходит перемешивание воды в озере — вода из верхних, богатых кислородом слоёв опускается в глубинные. Насыщение поверхностных слоёв озера кислородом, в отличие от других водоёмов, зимой не прекращается, так как из-за прозрачного льда и ветрового очищения его от снега фитопланктон осуществляет фотосинтез и в это время года.
К эндемикам Байкала относятся около 1000 видов, 96 родов, 11 семейств и подсемейств. 27 видов рыб, обитающих в озере, нигде более не встречаются.
100%-й эндемизм наблюдается среди нематод семейства Mermitidae (28 видов), червей Polychaeta (4), губок Lubomirskiidae (14), грегарин Gregarinasina (6), рачков-изопод Isopoda (5), веснянок Plecoptera (2). Почти все виды и подвиды рачков-амфипод (349 из 350, 99 %) и скорпенообразных рыб (31 из 32, 96 %) эндемики озера. 90 % видов червей турбеллярий (130 из 150) и ракушковых рачков (132 из 150) эндемичны. Эндемичны для Байкала многие рыбы: 36 из 61 видов и подвидов (59 %), 2 семейства (13,3 %) и 12 родов (37,5 %).
Один из эндемиков, рачок эпишура, составляет до 80 % биомассы зоопланктона озера и является важнейшим звеном в пищевой цепи водоёма. Он выполняет функцию фильтра: пропускает через себя воду, очищая её.
Олигохеты Байкала, 84,5 % из которых эндемики, составляют до 70—90 % биомассы бентоса и играют важную роль в процессах самоочищения озера и как кормовая база рыб-бентофагов и хищных беспозвоночных. Они участвуют в аэрации грунтов и минерализации органических веществ.
Из рыб в Байкале водятся байкальский омуль, хариус, сиг, байкальский осётр (Acipenser baeri baicalensis), налим, таймень, щука и другие. Наиболее интересна в Байкале живородящая рыба голомянка, тело которой содержит до 30 % жира. Она удивляет биологов ежедневными кормовыми миграциями из глубин на мелководье. Байкал является домом для множества байкальских высших ракообразных — амфипод. Среди них находится и единственный на Земле эндемик — макрогектопус.
Также Байкал уникален среди озёр тем, что на большой глубине здесь обитают пресноводные губки.

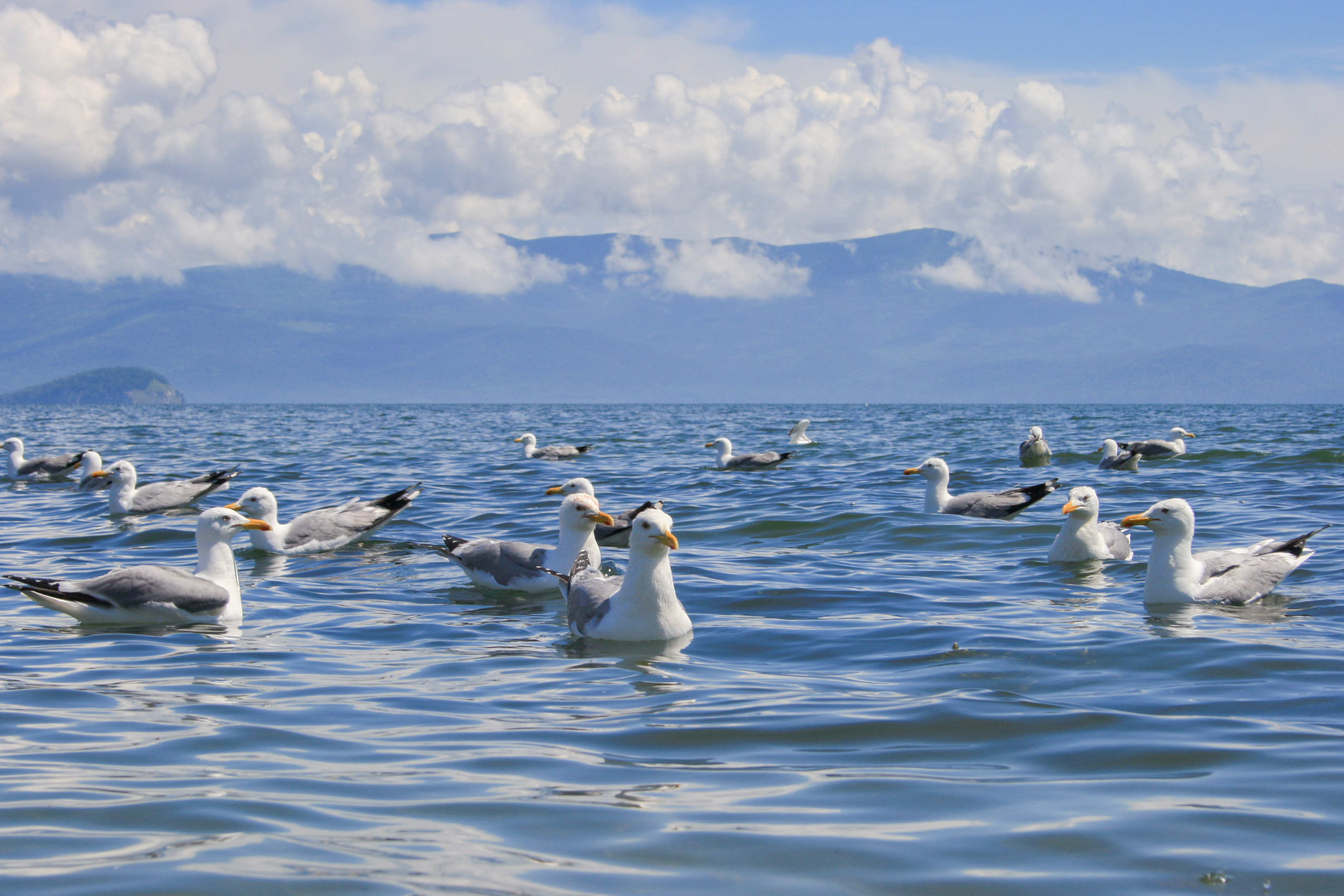
Чайки в Чивыркуйском заливе
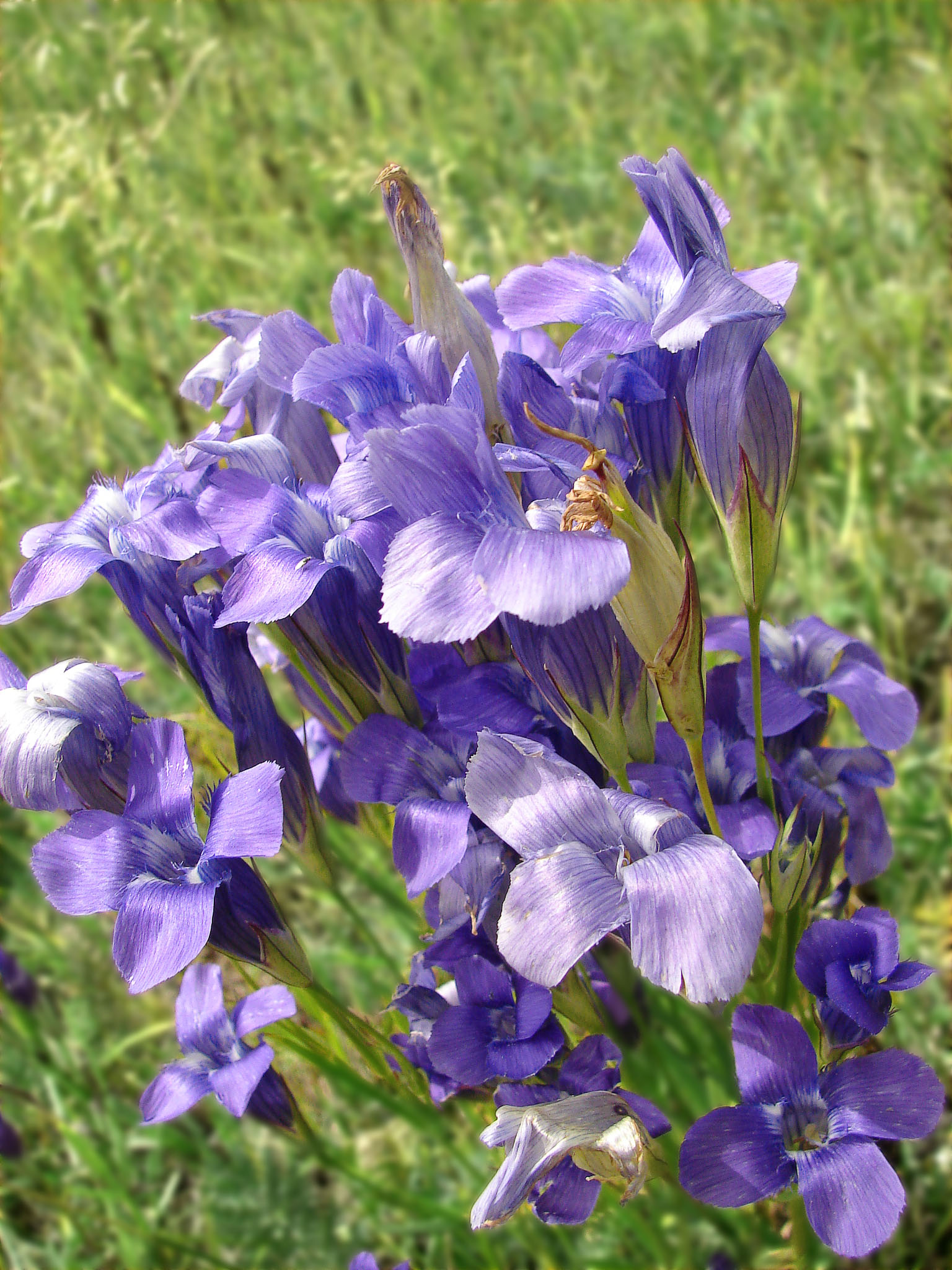
Горечавка
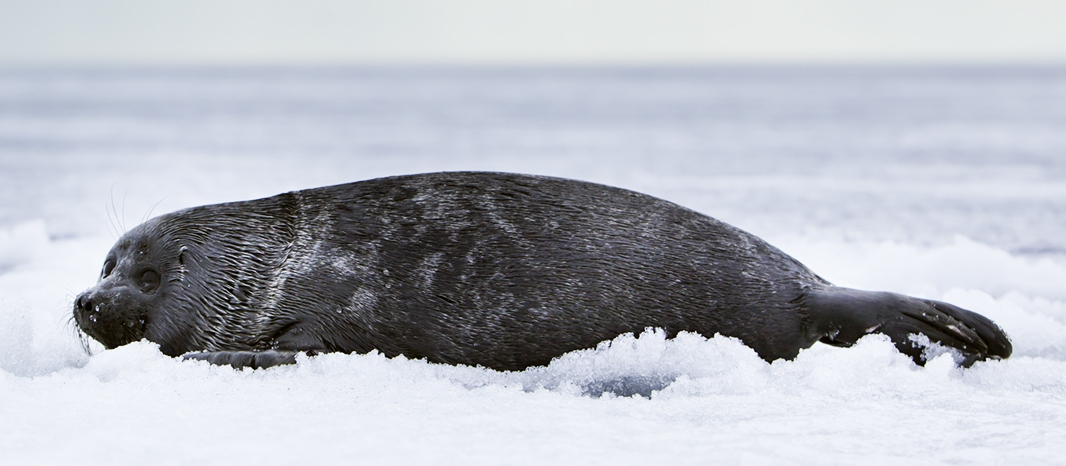
Байкальская нерпа
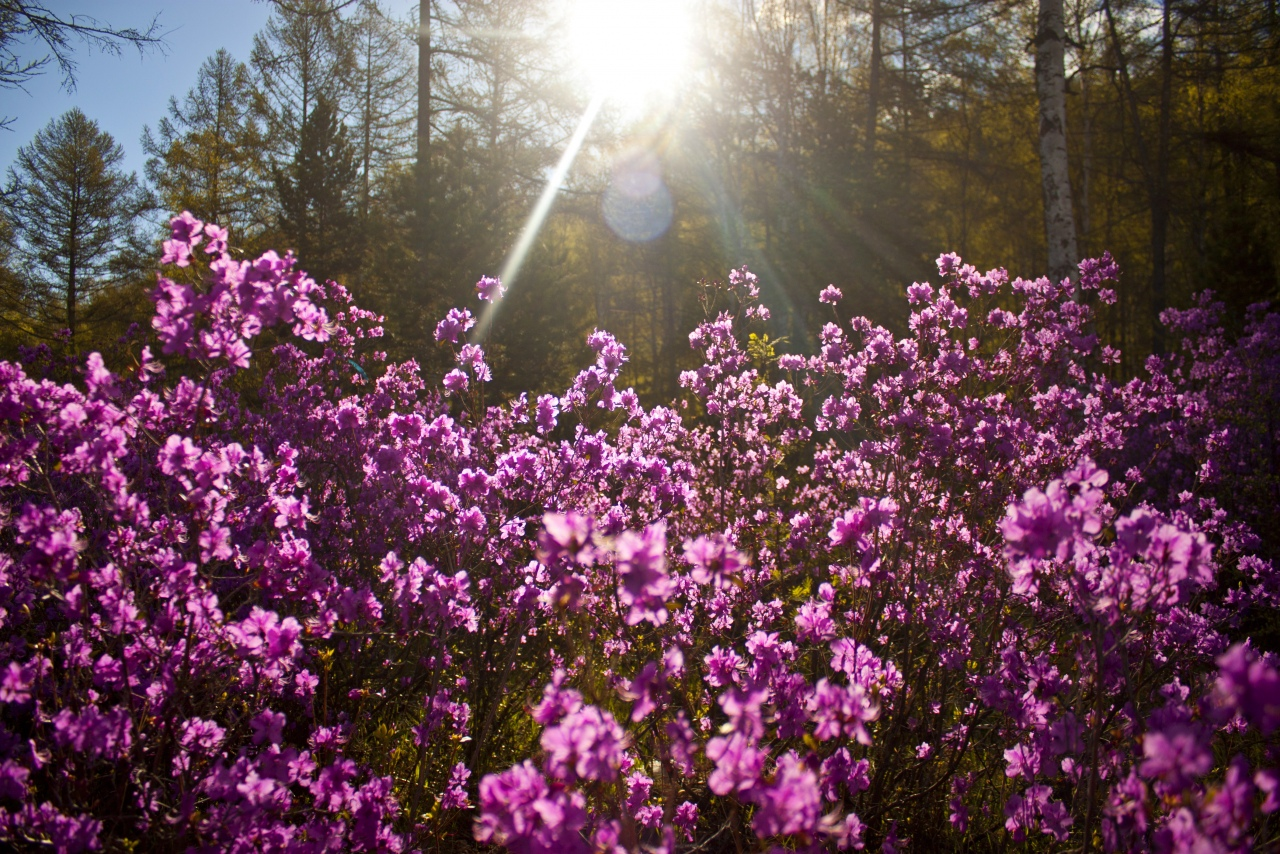
Багульник

## История заселения и изучения Байкала

### Заселение побережья озера

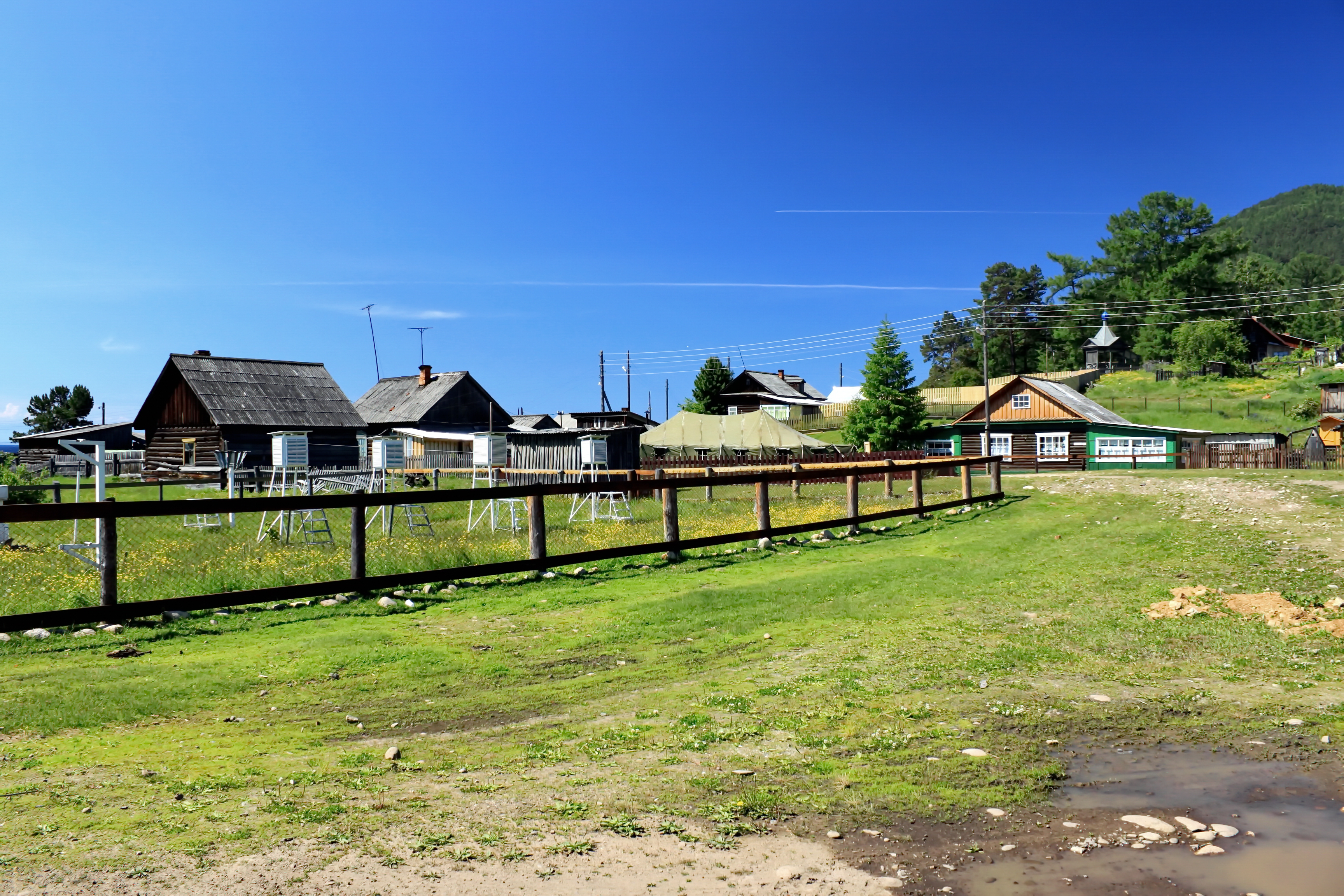
Посёлок Большие Коты на берегу

В середине II тыс. до н. э. в Прибайкалье жили племена глазковской культуры, являющиеся предками эвенков. Во II—I тыс. до н. э. в здесь жили носители культуры плиточных могил. В I тыс. н. э. на западной стороне Байкала получила развитие курумчинская культура, отождествляемая с курыканами древнетюркских надписей и гулигань древнекитайских хроник. На рубеже I—II тысячелетий к берегам Байкала с запада пришли предки современных бурят, которые стали активно заселять западное побережье озера, а затем Забайкалье. До XII—XIII веков северо-восточное Прибайкалье населяли баргуты. Первые русские поселения на берегу Байкала появились в конце XVII — начале XVIII века. Первым русским открывателем Байкала в 1643 году стал енисейский казак Курбат Иванов.

В настоящее время на берегах Байкала в 85 населённых пунктах проживает около 100 тысяч человек. Крупнейшие населённые пункты: города Северобайкальск (24 375 чел.), Слюдянка (18 058 чел.), Байкальск (13 199 чел.), Бабушкин (4209 чел.), посёлки городского типа Усть-Баргузин (6064 чел.), Нижнеангарск (3724 чел.), Култук (3408 чел.), село Выдрино (4374 чел.).

### Происхождение топонима «Байкал»

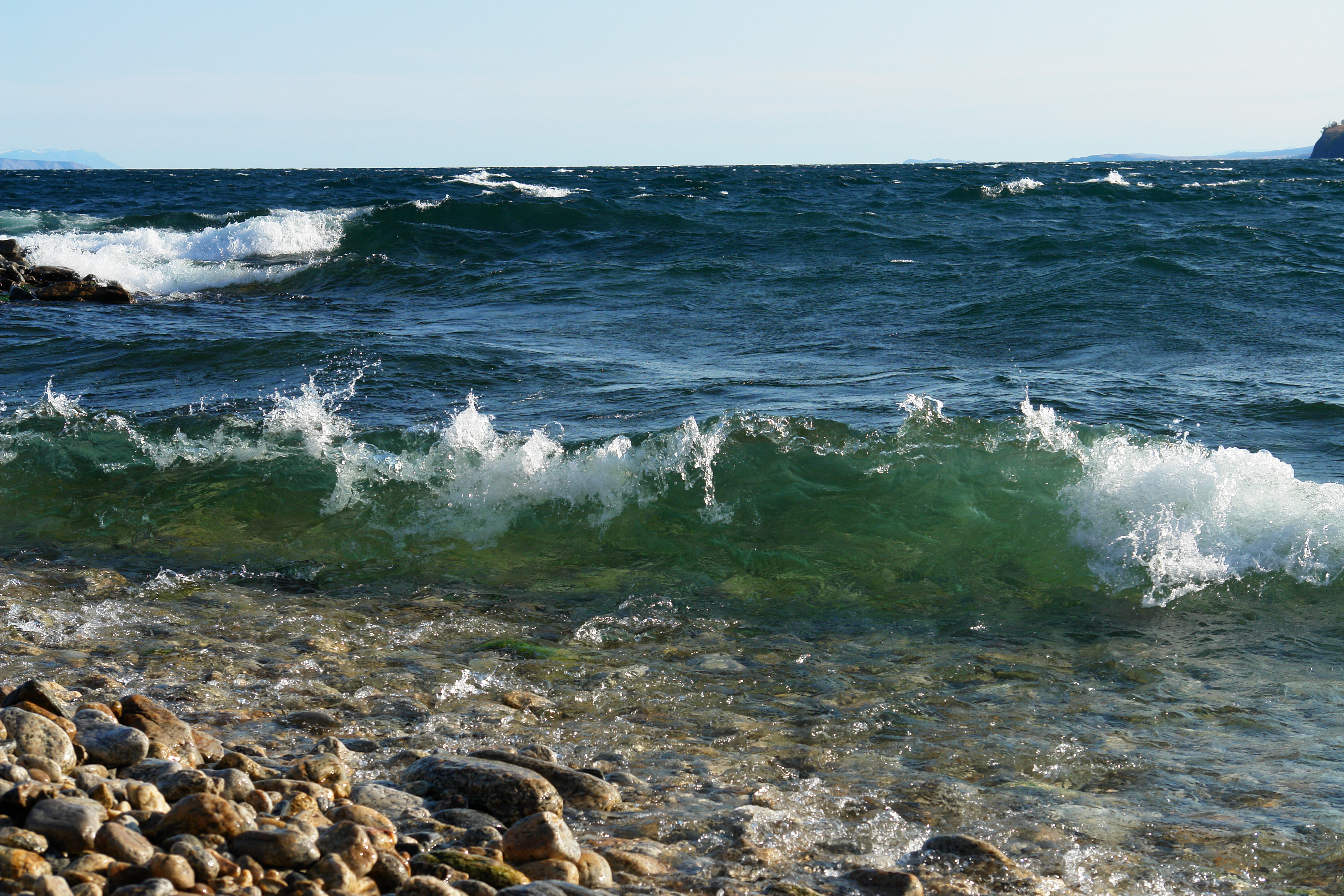
Байкальские волны

Наиболее распространённые версии происхождения топонима «Байкал»:
- От названия народности и страны байырку (байегу, байирку, баюрку)[44][45]
- От бурятских бай- «стоять» и гал «огонь» (по легенде, Байкал образовался на месте огнедышащей горы[45][46][47][48])
- От бурятского «Байгаал-далай», «обширный, большой водоём, подобный морю», где далай означает также «необозримый, вселенский, верховный, всевышний»[45][45][49][50].
- От бурятского байхаа «природный, натуральный, естественный, существующий»[45][51]
- От бурятского «богатый огонь»[45][52]
- От якутского баай «богатый» и күөл «озеро»[45][53][54]
- От якутского байхал, байгъал «море», «большая, глубокая вода»[45][55][56]
- От арабского Бахр-ал-Бака «море, рождающее много слёз», «море ужаса»[45][57]
- От юкагирского вайгуол «плавник: лес, выброшенный на берег водой»[58][59]

Первые русские землепроходцы употребляли эвенкийское название «Ламу» («море»). Со второй половины XVII века русские переходят на название, принятое у бурят, — бур. Байгал. При этом они приспособили его к своему языку, заменив характерное для бурят «г» на более привычное для русского языка «к», в результате чего окончательно сложилось современное название.
Прежнее русское название Байкала — «Святое море».
На китайских картах и в описаниях озеро называется «Бэйхай» — «Северное море»; река Снежная — «Удулхэ», что значит «Рыбная река»; река Лена — «Зулхэ» (последние два соответствуют бурятским названиям этих топонимов).

### Выдающиеся[источникне указан 623 дня]исследователи, путешественники и писатели Байкала
Смотрите соответствующие статьи:
- Протопоп Аввакум
- Балков, Ким Николаевич
- Верещагин, Глеб Юрьевич
- Гагемейстер, Леонтий Андрианович
- Галазий, Григорий Иванович
- Георги, Иоганн Готлиб
- Годлевский, Виктор Александрович
- Головин, Фёдор Алексеевич

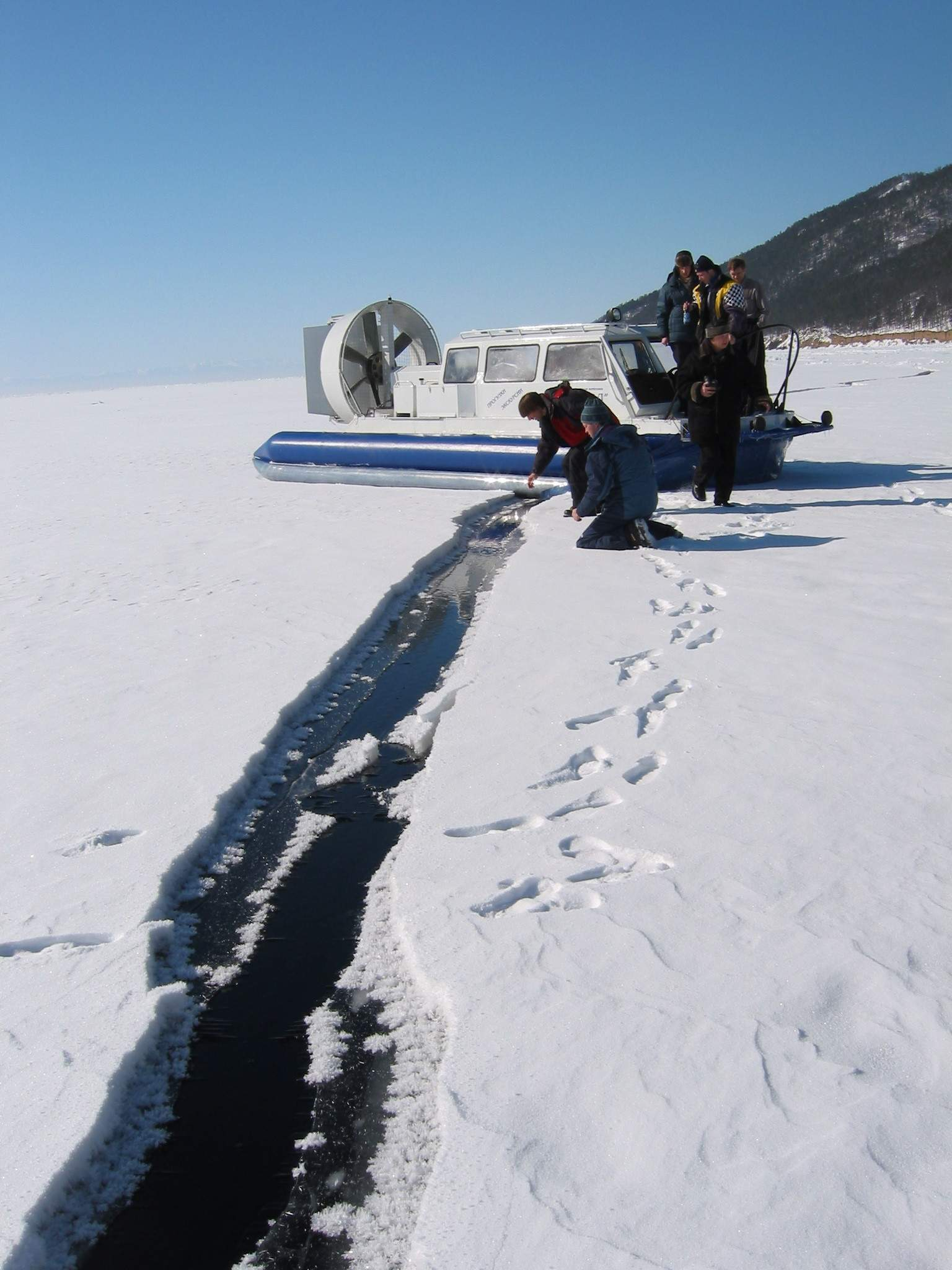
Обследование ледового покрова на СВП Хивус-10

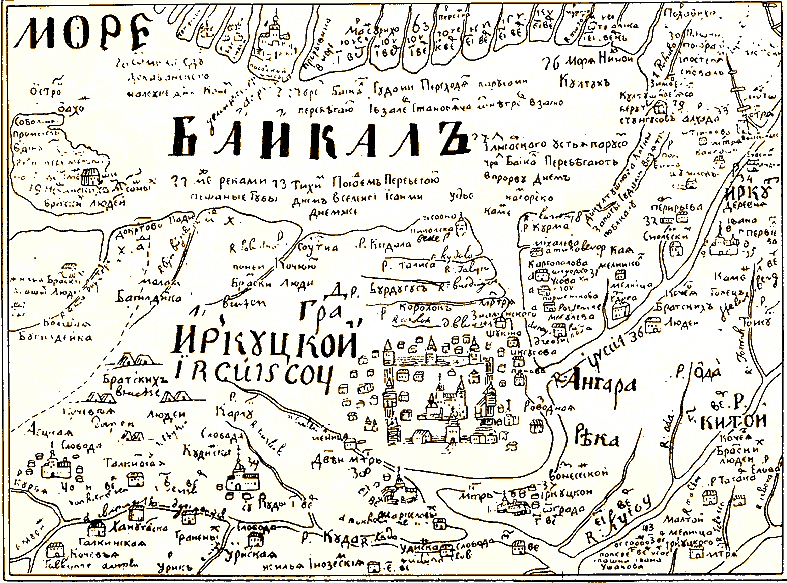
Схема Иркутска и окрестностей, сделанная в 1699—1701 годах С. У. Ремезовым. Не в масштабе: Байкал сильно уменьшен. Север — в нижнем левом углу карты

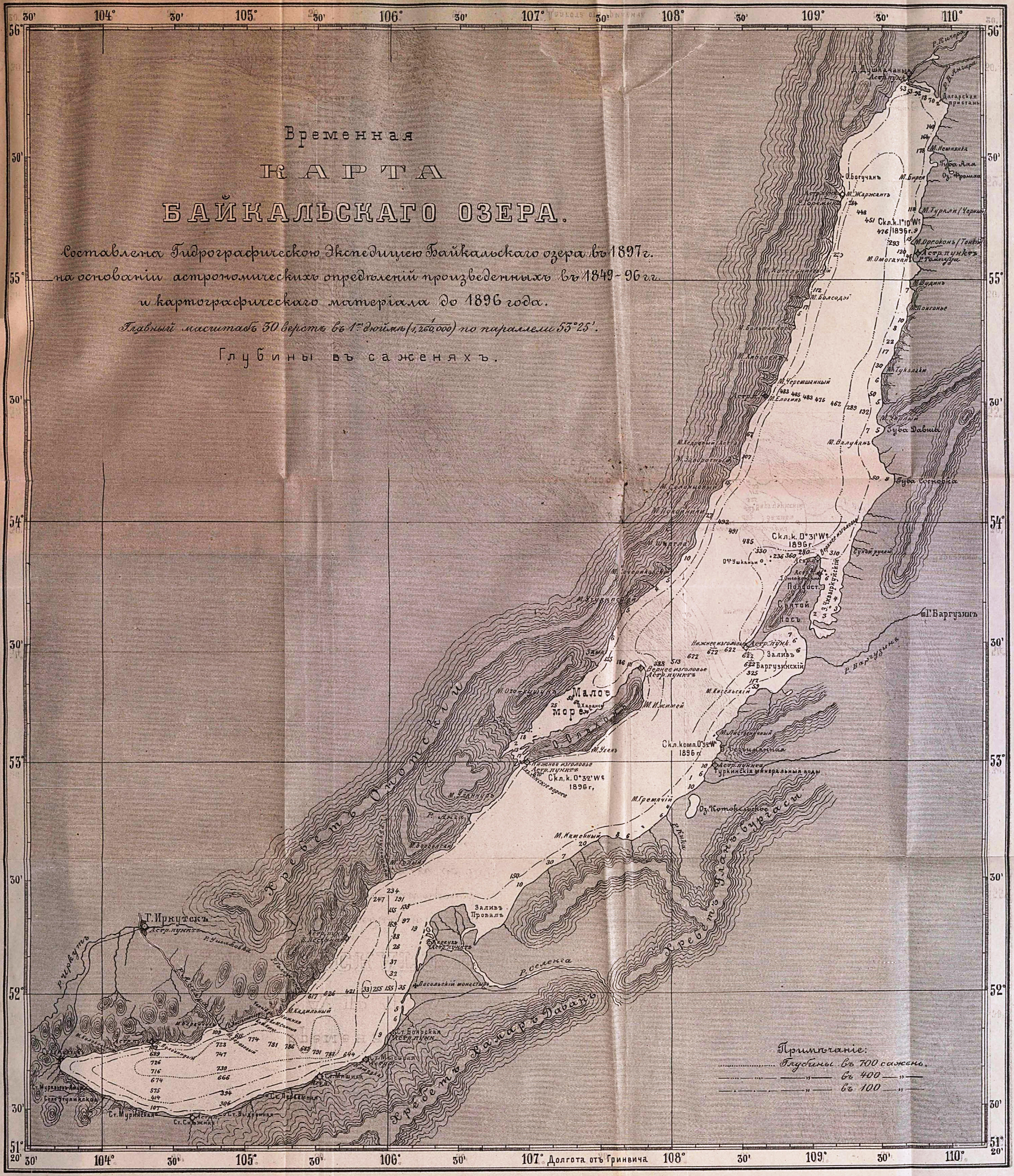
Гидрографическая карта Байкала, составленная в 1897 году

- Дорогостайский, Виталий Чеславович
- Дыбовский, Бенедикт Иванович
- Дриженко, Фёдор Кириллович
- Кобенков, Анатолий Иванович
- Кожов, Михаил Михайлович
- Колчак, Александр Васильевич
- Колотило, Леонид Григорьевич
- Коряков, Евгений Алексеевич
- Кюхельбекер, Михаил Карлович
- Лут, Борис Филиппович
- Мессершмидт, Даниэль Готлиб
- Распутин, Валентин Григорьевич
- Рагузинский-Владиславич, Савва Лукич
- Ремезов, Семён Ульянович
- Семерной, Виктор Петрович
- Соймонов, Фёдор Иванович
- Спафарий, Николай Гаврилович
- Туровцев, Виктор Владимирович
- Фиалков, Владимир Абрамович
- Черский, Ян Доминикович
- Чехов, Антон Павлович
- Шерстянкин, Павел Павлович
- Штейнгейль, Владимир Иванович

### Глубоководное бурение
В 1990-х годах на Байкале совместно российскими, американскими и японскими учёными был осуществлён международный проект глубоководного бурения, которое было проведено зимой со вмёрзшего в лёд исследовательского судна. Бурение позволило изучить разрез осадочной толщи на дне озера, детализировать его историю. Особенно ценны результаты бурения для реконструкции климатических изменений на территории Евразии.

### Нейтринный телескоп
На озере был создан и функционирует уникальный Байкальский подводный нейтринный телескоп НТ200, построенный в 1993—1998 годах, с помощью которого ведётся детектирование нейтрино высоких энергий. С 2010 года ведётся строительство нейтринного телескопа НТ1000 с эффективным объёмом 1 км³, строительство которого предполагалось завершить не ранее 2017 года.

### «Пайсисы» на Байкале
Первые погружения обитаемых аппаратов на Байкале были совершены в 1977 году, когда дно озера исследовалось на глубоководном аппарате «Пайсис» канадского производства. В Лиственничном заливе была достигнута глубина 1410 м. В 1991 году «Пайсис» с восточной стороны Ольхона опустился на глубину 1637 м.

### «Миры» на Байкале
Летом 2008 года Фондом содействия сохранению озера Байкал была проведена научно-исследовательская экспедиция «„Миры“ на Байкале». Было проведено 52 погружения глубоководных обитаемых аппаратов «Мир» на дно Байкала.
Учёные доставили в Институт океанологии имени П. П. Ширшова РАН пробы воды, грунта и микроорганизмов, поднятые со дна Байкала. Экспедиция была продолжена в 2009—2010 годах.

## Экология

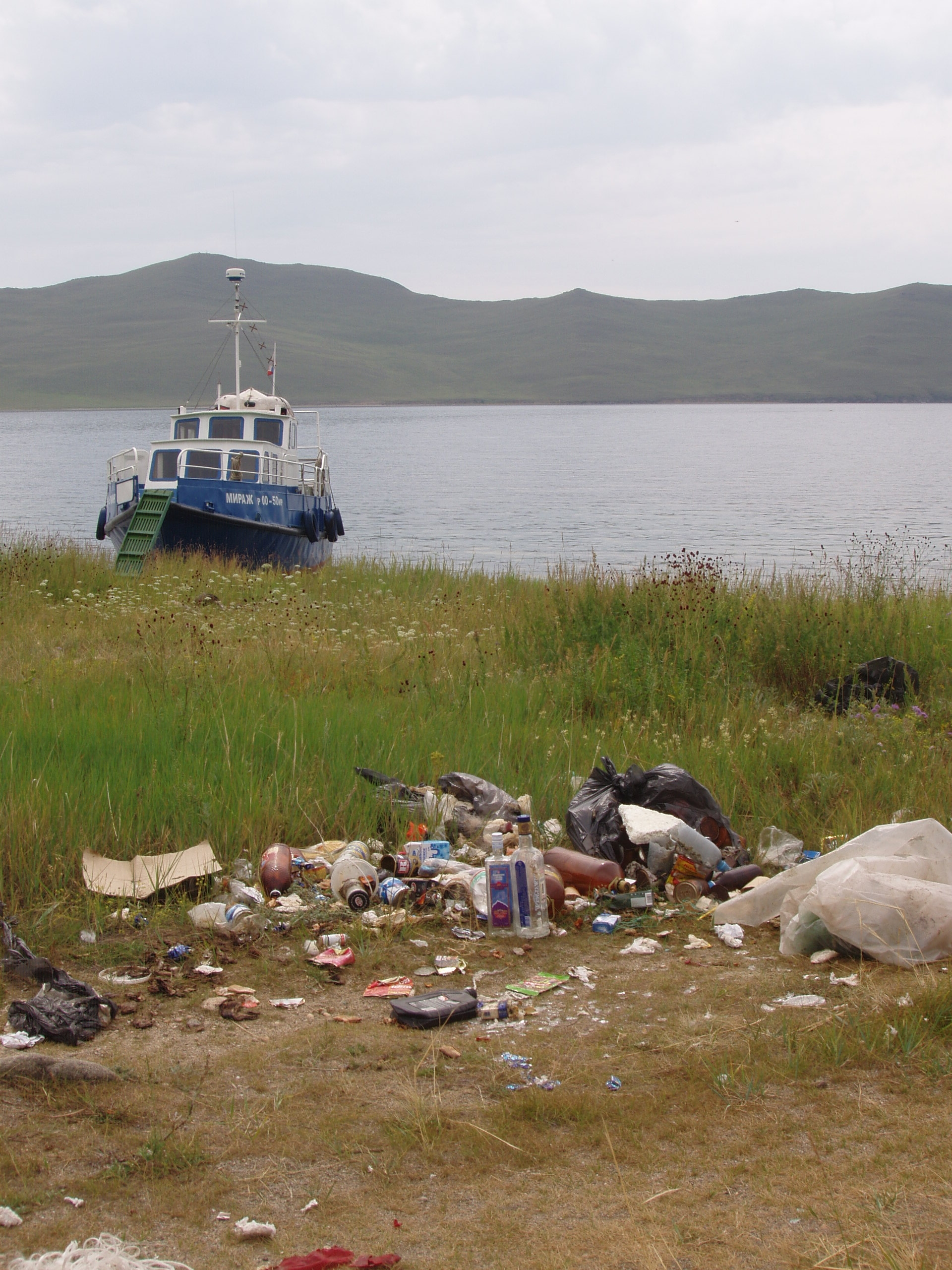
Мусор после туристов

Озеро Байкал является уникальной экологической системой, правовые основы охраны которой регулируются принятым в 1999 году Федеральным законом «Об охране озера Байкал». В соответствии с данным федеральным законом, на Байкальской природной территории установлен особый режим хозяйственной и иной деятельности, а утверждение перечня запрещённых видов деятельности делегировано правительству Российской Федерации. Однако подготовлен новый законопроект, расширяющий возможность (узаконивающий) рубку леса в защитной зоне Байкала.

Загрязнение Байкала имеет локальный характер и в основном приурочено к отдельным крупным источникам промышленных выбросов.— Михаил Александрович Грачёв, академик РАН, директор ЛИН СО РАН
Увеличение антропогенного воздействия на Байкальскую природную территорию в целом приводит к заметным негативным изменениям в экологической системе озера. Наиболее известным загрязнителем вод озера Байкал является Байкальский целлюлозно-бумажный комбинат, однако значительное влияние на загрязнение озера оказывает всё же река Селенга.
Экологические преступления, зарегистрированные на Байкальской природной территории в 2010 году, были связаны с
незаконной рубкой деревьев и кустарников (78,5 % от общего количества выявленных преступлений);
незаконной добычей водных животных и растений (12,4 %);
уничтожением и повреждением лесов (8,0 %);
незаконной охотой, загрязнением вод и нарушением ветеринарных правил и правил борьбы с болезнями и вредителями растений (0,9 %). 

Наибольшее количество преступлений, как и в предыдущие годы, было зарегистрировано на территории Республики Бурятия — 42,7 %.

### Результаты наблюдений
В 2002—2007 году были многократно зафиксированы случаи превышения ПДК по различным показателям. В таблице приводится частота превышения ПДК в процентах от общего количества проб:
| Показатель    | 2002 | 2003 | 2004 | 2005 | 2006 | 2007 |
| ------------- | ---- | ---- | ---- | ---- | ---- | ---- |
| ХПК           | 30   | 24   | 25   | 29   | 26   | 30   |
| БПК5          | 24   | 31   | 26   | 17   | 9    | 15   |
| Железо        | 85   | 91   | 89   | 83   | 87   | 88   |
| Медь          | 70   | 79   | 93   | 85   | 96   | 97   |
| Цинк          | 22   | 18   | 15   | 15   | 9    | 9    |
| Алюминий      | 0    | 3    | 20   | 51   | 0    | 7    |
| Марганец      | 0    | 80   | 80   | 100  | 0    | 93   |
| Фенолы        | 25   | 14   | 36   | 29   | 26   | 3    |
| Нефтепродукты | 19   | 12   | 18   | 24   | 0    | 28   |
| Фториды       | 0    | 31   | 40   | 40   | 0    | 57   |

На первом этапе, охватывающим временной период с 2009 до 2012 года, предусматривался мониторинг и оценка состояния объектов природной среды в соответствии с «Водной стратегией Российской Федерации на период до 2020 года» и совершенствование нормативной базы в сфере использования и охраны водных объектов, но на начало 2020 года действующая система нормирования качества природных вод не обеспечивает сокращения антропогенной нагрузки на водную среду.
В 2017 году проводилось всестороннее исследование состояния водной среды Байкала и определение элементного состава воды по аттестованным методикам в аккредитованной лаборатории Главного контрольно-испытательного центра питьевой воды (ГИЦ ПВ). Для того, чтобы определить степень и интенсивность зарастания дна микроводорослями и макрофитами, была проведена аэрофотосъёмка береговой линии при помощи квадрокоптера Xiaomi MiDrone 4K.
По результатам исследования было установлено, что в 2017 году в поверхностном слое воды заметных отклонений в содержании алкилсульфатов, сурьмы, фенолов, фосфатов, мышьяка, ртути, свинца, нитратов, нитритов и нефтепродуктов не выявлено. Концентрации тяжёлых металлов в байкальской воде либо исчезающее малы, либо значительно ниже предельно допустимых концентраций.
Учёные Сибирского отделения РАН «Наука в Сибири» предложили принять для Байкала особые нормы допустимых воздействий на экосистему и предельно допустимые концентрации вредных веществ, так как ситуация со спирогирой и сине-зелёными водорослями на озере в феврале 2019 года была неблагоприятной.

Мы говорим об уникальном объекте, а за основу берем документы, которые определяют эти воздействия для водопользования: хозяйственно-бытового и рыбохозяйственного. Кроме того, эти нормативы должны соблюдаться не далее пятисот метров от места сброса сточных, в том числе дренажных вод.
— Директор Лимнологического института (ЛИН, Иркутск) Андрей Федотов.

### Основные источники загрязнений
Река Селенга является крупнейшим притоком озера, объём её стока составляет 30 км³ в год, что превышает половину общего речного стока в Байкал.
На территории Монголии основными источниками поступления загрязняющих веществ в бассейн Селенги и в последующем — в Байкал являются город Улан-Батор, а также золотодобывающие предприятия в Заамаре и предприятия по добыче полезных ископаемых в верхнем течении рек Орхон и Хараа-Гол.
Кроме того, значительным источником загрязнения являются стоки промышленных предприятий города Дархана, крупного индустриального центра северной Монголии, в котором функционируют строительные комбинаты, фабрика по выделке кож, сталелитейный завод, предприятия пищевой промышленности.
На территории России основным загрязнителем Селенги является город Улан-Удэ, очистные сооружения которого не справляются с очисткой до нормативного уровня сточных вод промышленности и жилищно-коммунального хозяйства. Большинство очистных сооружений в небольших населённых пунктах бассейна озера Байкал на территории Республики Бурятии находится в аварийном состоянии, а в ряде населённых пунктов очистные сооружения канализации или сами системы канализации вообще отсутствуют.
Долгое время остаётся нерешённой проблема загрязнения реки Селенги нефтепродуктами в районе посёлка Стеклозавод. Часть загрязнений в воды озера Байкал поступает из Забайкальского края по рекам Чикой и Хилок, являющимся главными притоками Селенги.
Серьёзную угрозу экологической безопасности озера Байкал представляют производственные и бытовые отходы. Лишь небольшая часть накапливающихся отходов производства подвергается утилизации. Одним из примеров экологических последствий деятельности ликвидированных предприятий являются отходы, накопленные в 1934—2001 годах, в период деятельности Джидинского вольфрам-молибденового комбината, в результате чего около одной третьей территории города Закаменска подверглось повышенному загрязнению, а в озеро Байкал до сих пор попадают различные химические элементы высокого класса опасности. В результате сбросов загрязняющих веществ река Модонкуль в районе Закаменска по гидрохимическим показателям до сих пор характеризуется как самая загрязнённая река на Байкальской природной территории.
Помимо основных источников загрязнений, появляются и локальные. Так, существует угроза попадания в Байкал канализационных стоков от прибрежных гостиниц.

### Целлюлозно-бумажный комбинат

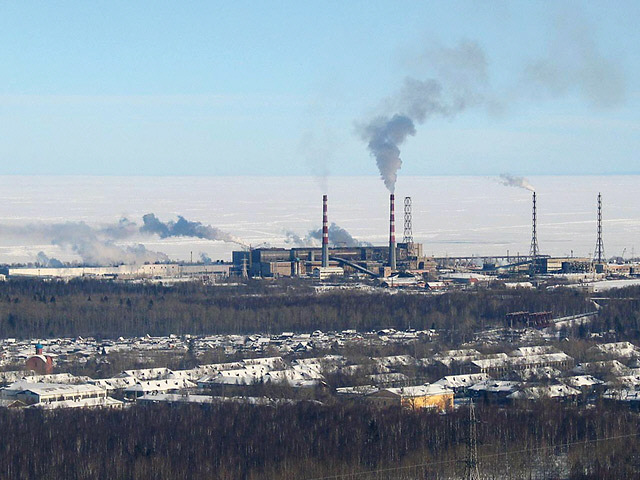
БЦБК загрязнял воду и атмосферу Прибайкалья

В 1966 году началось производство на Байкальском целлюлозно-бумажном комбинате (БЦБК), в результате чего начали деградировать прилегающие донные территории озера. Пылегазовые выбросы негативно влияют на тайгу вокруг БЦБК, отмечается суховершинность и усыхание леса.
В сентябре 2008 года на комбинате введена замкнутая система водооборота, предназначенная для уменьшения сброса промывных вод. Согласно источнику, система оказалась неработоспособной и менее чем через месяц после её запуска комбинат пришлось остановить.
По постановлению Правительства Российской Федерации от 13 января 2010 года ликвидирован запрет на «производство целлюлозы, бумаги, картона и изделий из них без использования бессточных систем водопользования на производственные нужды» без каких-либо ограничений по срокам, объёмам или концентрациям веществ. Оно также кардинально изменяет ещё два пункта, касающихся складирования, захоронения и сжигания опасных отходов на берегу озера Байкал, внесённого в Список объектов Всемирного наследия ЮНЕСКО.
Несмотря на многочисленные протесты активистов, БЦБК вновь начал выпускать белёную целлюлозу в промышленных масштабах 8 июля 2010 г.
По результатам проб, взятых при погружении аппаратов «Мир» в июле 2010 году, выяснилось, что в донных отложениях в районе сброса стоков БЦБК обнаружено высокое содержание диоксинов, являющихся опасным ядом для любых живых организмов. В районе ЦБК диоксиновое загрязнение в 40—50 раз превышает таковое в северной и центральной частях озера. Пробы брались на разных глубинах, и в абсолютном большинстве зарегистрировано превышение нормы диоксинов в 3—8 раз.
В феврале 2013 года Правительством России было принято решение о закрытии БЦБК, в сентябре 2013 года производство было остановлено, начат процесс увольнения персонала предприятия. По заявлению конкурсного управляющего, слухи о закрытии комбината 25 декабря 2013 года не соответствуют действительности, комбинат в любой момент может возобновить свою работу, если кредиторы посчитают это целесообразным. 28 декабря 2013 года Правительство РФ приняло решение о создании на месте закрывшегося комбината (после завершения процедур ликвидации накопленного экологического ущерба) экспоцентра «Заповедники России».

### Байкал как водохранилище

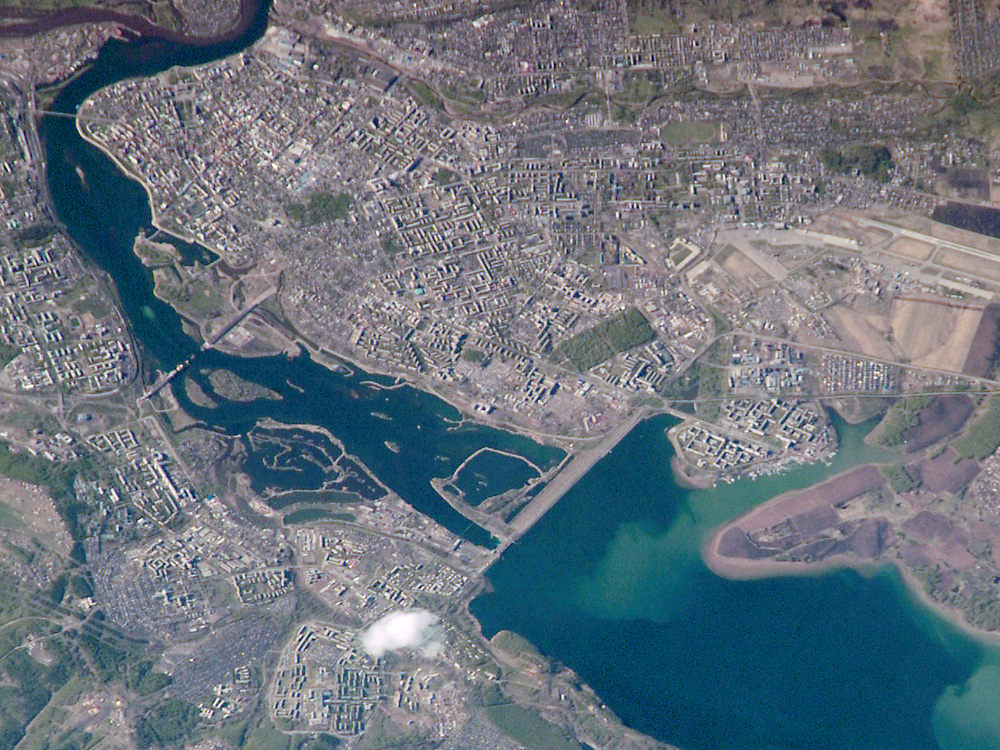
Иркутская ГЭС

С 1956 года озеро используется в гидроэлектроэнергетике — оно стало составной частью Иркутского водохранилища, в результате чего уровень воды поднялся почти на 1 м. По мнению к.г.н. Потёмкиной Т. Г., это было наиболее ощутимым антропогенным вмешательством в природную систему озера. Во время строительства Иркутской ГЭС был разработан проект ускорения наполнения водохранилища, предусматривавший временное снижение уровня озера на 5 метров. Под давлением общественности этот проект не был реализован.
В 1959—1962 годах уровень озера вырос на 1,2 м в связи с подпором уровня воды плотиной Иркутской ГЭС. Искусственные колебания уровня воды, достигающие 1,34 метра в год, общее повышение уровня воды (в среднем на 0,8 метра) привели к затоплению около 500 км² суши, угнетению ряда прибрежных лесов и других растительных сообществ, развитию на большинстве участков берега абразионных процессов, в результате чего береговая линия отступила на первые десятки метров, а в районе острова Ярки берег отступил на 100—350 метров, разделив бар-остров на несколько частей. Низкое стояние уровня воды также влечёт за собой ряд негативных последствий — интенсивному размыву и углублению осушенных пляжей, развитию дефляции, при критическом снижении уровня воды возможны осушение мелководных сорных заливов, деградация нерестилищ и гнездовий птиц, негативное воздействие на других животных. С учётом вышеперечисленного было инициировано принятие Правительством России постановления № 234 от 26 марта 2001 г. «О предельных значениях уровня оз. Байкал при осуществлении хозяйственной и иной деятельности», которое определило разрешённую амплитуду колебаний уровня воды в диапазоне от 456 до 457 м в тихоокеанской системе высот. По данным Минприроды Бурятии, в 2014-17 гг. уровень озера 3 раза падал ниже разрешённой отметки.

### Проекты строительства ГЭС на Селенге
В 2013 году Монголия начала рассматривать планы постройки каскада ГЭС на реке Селенга и её притоках, которые обеспечивают около половины притока воды в Байкал. Предполагается строительство трёх ГЭС: на Селенге — «Шурэн» мощностью 245 МВт, на Эгийн-Голе — 220 МВт, на Орхоне — 100 МВт. Сооружение этих объектов грозит уничтожением уникальной экосистемы дельты Селенги, входящей в список природных объектов планетарной значимости, существенным ухудшением качества воды в Байкале и, возможно, его обмелением. Российская сторона выразила Монголии обеспокоенность отсутствием достоверной информации о крупнейшей из планируемых ГЭС «Эгийн-Гол», и предложила разработать и рассмотреть альтернативные варианты энергоснабжения монгольских потребителей путём перетоков излишков электроэнергии из российской энергосистемы или строительством крупной ГРЭС или ГАЭС на территории Монголии.

### Байкал — территория Всемирного природного наследия
В 1996 году Байкал был внесён в Список объектов Всемирного наследия ЮНЕСКО. Представители ЮНЕСКО высказали опасения в связи с планируемым расширением вырубки лесов в охранной зоне озера.

### Браконьерство
Одной из проблем сохранения флоры и фауны Байкальской природной территории является браконьерство. Одним из объектов незаконной добычи является байкальская нерпа и особенно её детёныши — бельки. Для привлечения внимания общественности к проблемам сокращения популяции нерпы в 2003 году учреждён День нерпёнка.
В 2011 году на Байкале в два раза выросло количество выловленного браконьерами нерестового омуля. На браконьерскую добычу приходится больше половины всей вылавливаемой в озере рыбы.

### Массовое цветение макроводорослей
Ещё в начале 2000-х гг. были известны единичные находки нитчатых водорослей рода Spirogyra в открытом Байкале, они были развиты только в закрытых мелководных бухтах. С 2010—2011 гг. местные жители и учёные начинают отмечать бурное цветение макроводорослей на отдельных прибрежных участках акватории озера, которое связывается с началом резкого изменения трофического статуса прибрежной зоны Байкала — так называемой эвтрофикации. Данное явление происходит при продолжительном насыщении биогенными компонентами (дефицитные соединения азота и фосфора), которое приводит к резкому росту биологической продуктивности водоёма. Это привело к настоящему времени к массовому развитию в прибрежной зоне несвойственных озеру макрофитов (нитчатые водоросли родов Spirogyra и Stigeoclonium), угнетению аборигенных доминантных видов флоры и фауны (губки), нарушению зональности в естественных биоценозах, ухудшению прозрачности и качества воды. Массовая вегетация макроводорослей начинается летом при температуре воды более 10 °C, достигая максимума в ноябре при температуре воды около 4 °C. При этом каменистый субстрат дна и губки практически полностью обрастают плотным покровом водорослей. В 2015 году было отмечено образование шаровидных свободноплавающих колоний цианобактерий и нитчатых водорослей.
Основной причиной сложившейся ситуации считается привнос биогенных компонентов с бытовыми и промышленными стоками, которые во многих населённых пунктах и турбазах не очищаются вовсе, либо проходят через несовершенные очистные сооружения, не обеспечивающие очистку вод от соединений азота и фосфора. Эти вещества концентрировались в донных грунтах вблизи источников загрязнений, не приводя к изменению гидрохимического баланса, измерения которого являются основным методом оценки антропогенного влияния на озеро Байкал. Другой наиболее вероятной причиной называется глобальное потепление, расширившее ареал нитчатых водорослей. Вне зависимости от причин, это привело к началу эвтрофикации участков прибрежной зоны Байкала, расположенных вблизи населённых пунктов и туристических центров, что может привести к серьёзным изменениям экосистемы озера.

### Экспорт воды в КНР

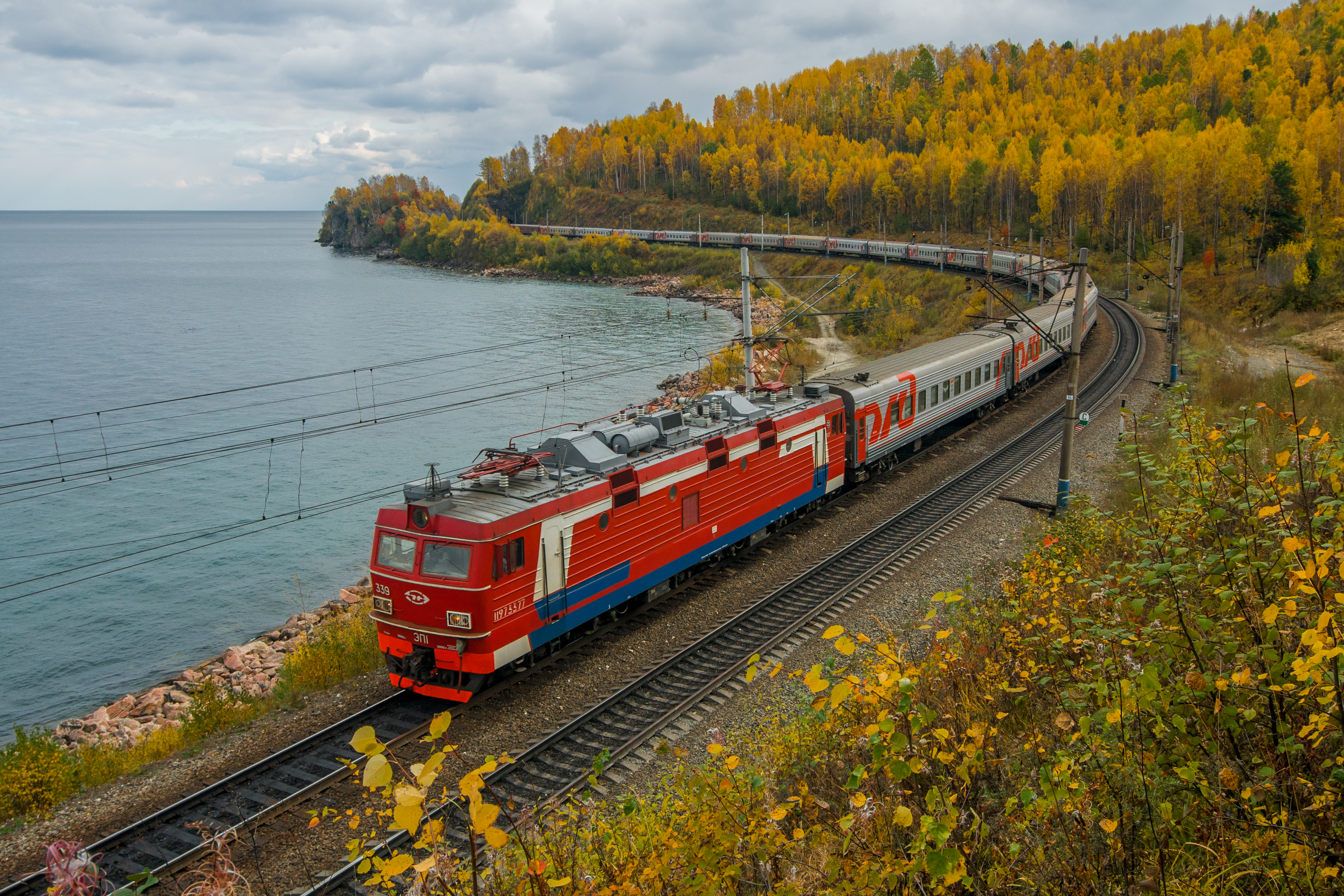
Транссиб

Увеличение экономической активности КНР на Дальнем Востоке и в Сибири не обошло стороной и Байкал. Так, The Guardian опубликовала планы по использованию байкальской воды для снабжения города Ланьчжоу. По мнению представителей КНР, от реализации проекта выиграют обе стороны. Китай сможет решить проблему дефицита воды. Имея 20 % мирового населения, он располагает всего 7 % запасов воды.
Губернатор Иркутской области Сергей Левченко в марте 2019 года дал поручение на проверку законности строительства завода для розлива байкальской воды для Китая проектной мощностью 190 млн литров в год. 27 марта 2019 года по решению Кировского районного суда Иркутска разрешение на строительство завода по розливу байкальской воды в посёлке Култук признано незаконным. По словам судьи Натальи Исаковой, суд удовлетворил требования Западно-Байкальского межрайонного природоохранного прокурора и признал положительное заключение государственной экологической экспертизы, которое региональное управление Росприроднадзора выдало на проект строительства завода по розливу воды — незаконным. Генеральный директор компании ООО «АкваСиб» заявил, что намерен оспорить вынесенное судом решение. По итогу суда, 2 апреля 2019 года арбитражный суд запретил компании «АкваСиб» продолжать строительство завода по производству питьевой воды для экспорта в Китай.

## Охрана природы Байкала

### Особо охраняемые природные территории
1. Байкальский заповедник
2. Байкало-Ленский заповедник
3. Баргузинский заповедник
4. Верхне-Ангарский заказник
5. Забайкальский национальный парк
6. Прибайкальский национальный парк
7. Прибайкальский заказник
8. Улюнский заказник
9. Энхалукский заказник

### Природоохранные организации
- Фонд содействия сохранению озера Байкал
- «Байкальская экологическая волна»
- Всемирный фонд дикой природы
- Гринпис России
- Экологический фонд «Чистый Байкал»
- НП «Защитим Байкал вместе»
- Фонд "Озеро Байкал"

### Долговременный экологический мониторинг
Производится регулярный отбор проб на «Пелагической стационарной станции No1», расположенной в Южном Байкале, напротив посёлка Большие Коты, на расстоянии 2,7 км от берега на глубине 250 м. Проект реализуется под руководством Тимофеева М. А., д.б.н., директора НИИ биологии Иркутского государственного университета, при поддержке Фонда «Озеро Байкал».

## Научные исследования

### Научные организации
- Байкальский заповедник
- Байкальский институт природопользования СО РАН
- Байкальский исследовательский центр (АНО)
- Байкальский музей ИНЦ СО РАН
- Институт проблем экологии и эволюции имени А. Н. Северцова РАН
- Иркутский государственный университет, а также Научно-исследовательский институт биологии ИГУ
- Иркутский областной краеведческий музей
- Иркутское областное отделение Русского географического общества
- Лимнологический институт СО РАН
- Прибайкальский национальный парк

### Лимнологические исследования
Научное направление, занимающееся изучением озёр, называется лимнологией. В городе Иркутск действует Лимнологический институт СО РАН и Научно-исследовательский институт биологии Иркутского государственного университета, специализирующиеся на изучении озера Байкал. Проблемами влияния на экологическую обстановку озера и рационального природопользования занимается Байкальский институт природопользования СО РАН в Улан-Удэ. Изучением Байкала занимаются и негосударственные научные организации, такие как Байкальский исследовательский центр (АНО).

## Данные водного реестра
По данным государственного водного реестра России относится к Ангаро-Байкальскому бассейновому округу, водохозяйственный участок — Иркутское водохранилище (включая оз. Байкал и р. Ангару от истока до Иркутского гидроузла), речной подбассейн — Ангара до створа гидроузла Братского водохранилища. Речной бассейн — Ангара.

## Туризм

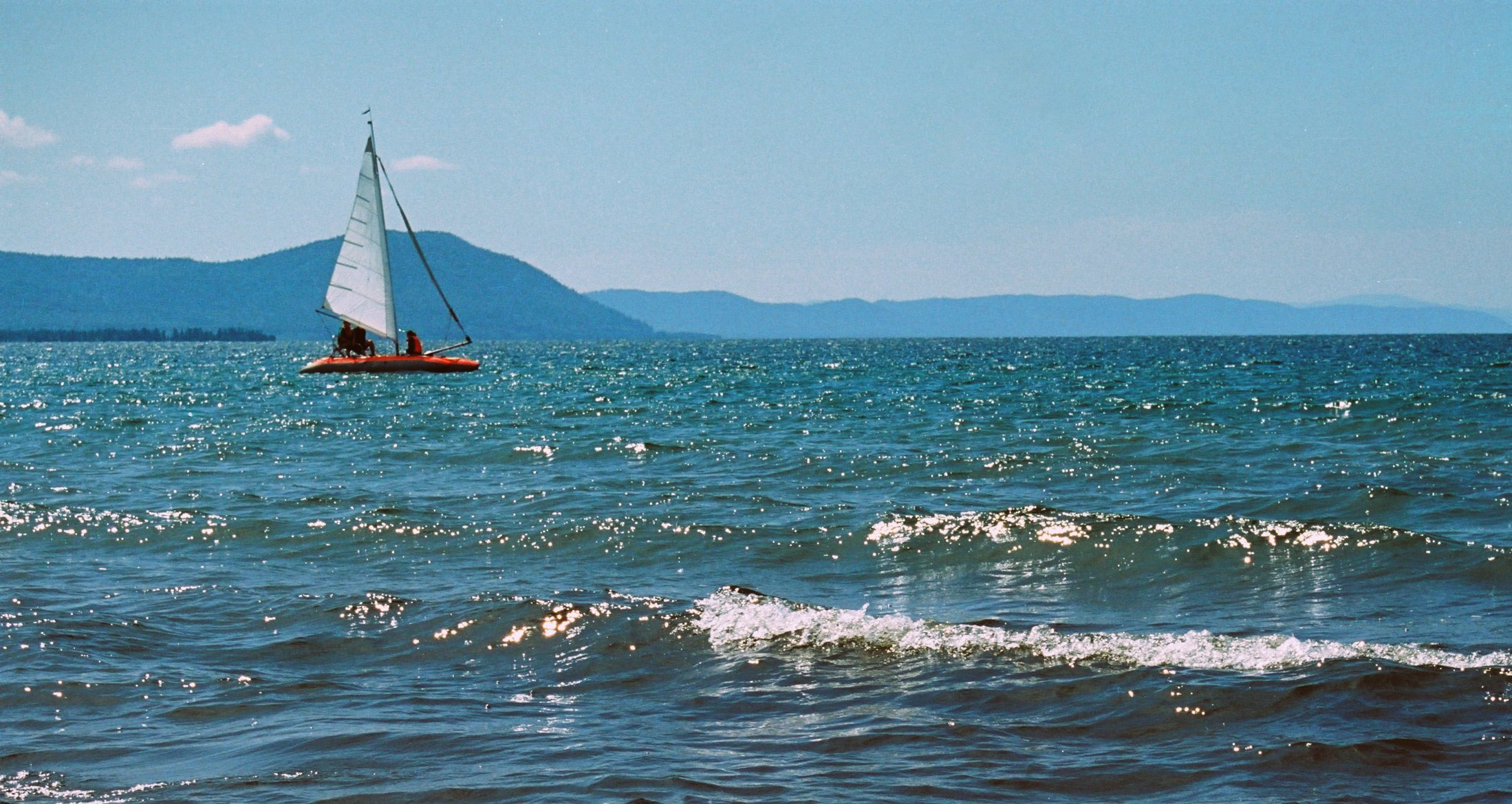
Парус

Попасть на Байкал можно разными путями. Как правило, желающие посетить его сначала отправляются в один из ближайших крупных городов: Иркутск, Улан-Удэ или Северобайкальск, чтобы оттуда уже более детально планировать свой маршрут. Проезжая по Транссибирской магистрали между Иркутском и Улан-Удэ, можно часами любоваться видами озера, простирающегося прямо за окном поезда.

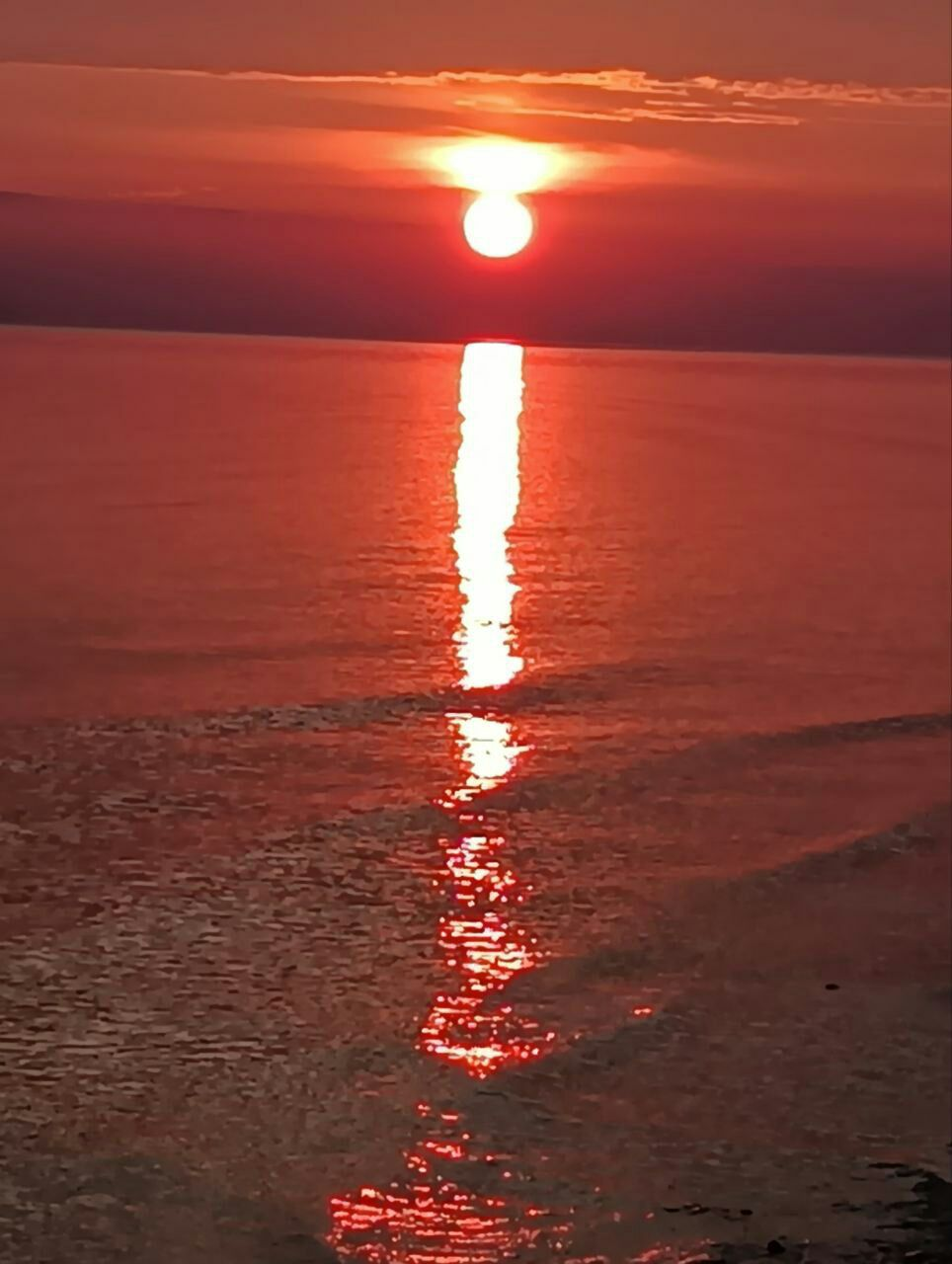
Заря над Байкалом

В 65 км от Иркутска, на берегу Байкала у истока Ангары расположен посёлок Листвянка — одно из самых популярных мест туризма на Байкале. Добраться сюда из областного центра можно на автобусе или теплоходе за час с небольшим. Отдых в Листвянке ценится из-за большого количества экскурсий и активного отдыха, здесь берёт начало большинство круизов по Байкалу. Самые популярные маршруты проходят от Листвянки до посёлка Большие Коты, на полуостров Святой Нос, остров Ольхон и Малое море со своими достопримечательностями. Среди них остров Огой и Скала Шаманка (мыс).
На берегу Байкала находятся города Слюдянка и Байкальск. В Слюдянке расположен железнодорожный вокзал, полностью построенный из мрамора. В Байкальске имеется горнолыжная трасса, в летнее время работает подъёмник; в солнечную погоду можно увидеть противоположную сторону озера с отрогами Байкальского хребта.
На восточном берегу особой популярностью пользуется Баргузинский залив, рядом с которым продолжается строительство туристско-рекреационной зоны «Байкальская гавань». В селе Максимихе можно взять тур с посещением полуострова Святой Нос. В наличии конные и пешие походы. Южнее находятся посёлки Новый Энхэлук, Заречье, Сухая. Здесь частными лицами организован приём гостей, в том числе в юртах, появились комфортабельные дома отдыха. Между Энхэлуком и Сухой находится сероводородный термальный источник Загза близ одноимённой реки.
Одним из красивейших уголков на Байкале считается Чивыркуйский залив с живописными бухтами, островами, целебными источниками. Хороший вид на залив открывается с вершин Святого Носа, на который можно попасть из посёлка Усть-Баргузин.
В 30 километрах южнее устья реки Селенги находится залив Посольский сор, где действует рекреационная зона Байкальский Прибой — Култушная. Множество турбаз предоставляют там туристические услуги.
На севере озера действует курорт Хакусы, добраться до которого возможно только на теплоходе из Нижнеангарска и Северобайкальска или зимой по льду.
На различных участках вокруг озера проходит Большая Байкальская Тропа — система экологических троп и один из способов для туристов увидеть уникальную природу, виды и панорамы Байкала.

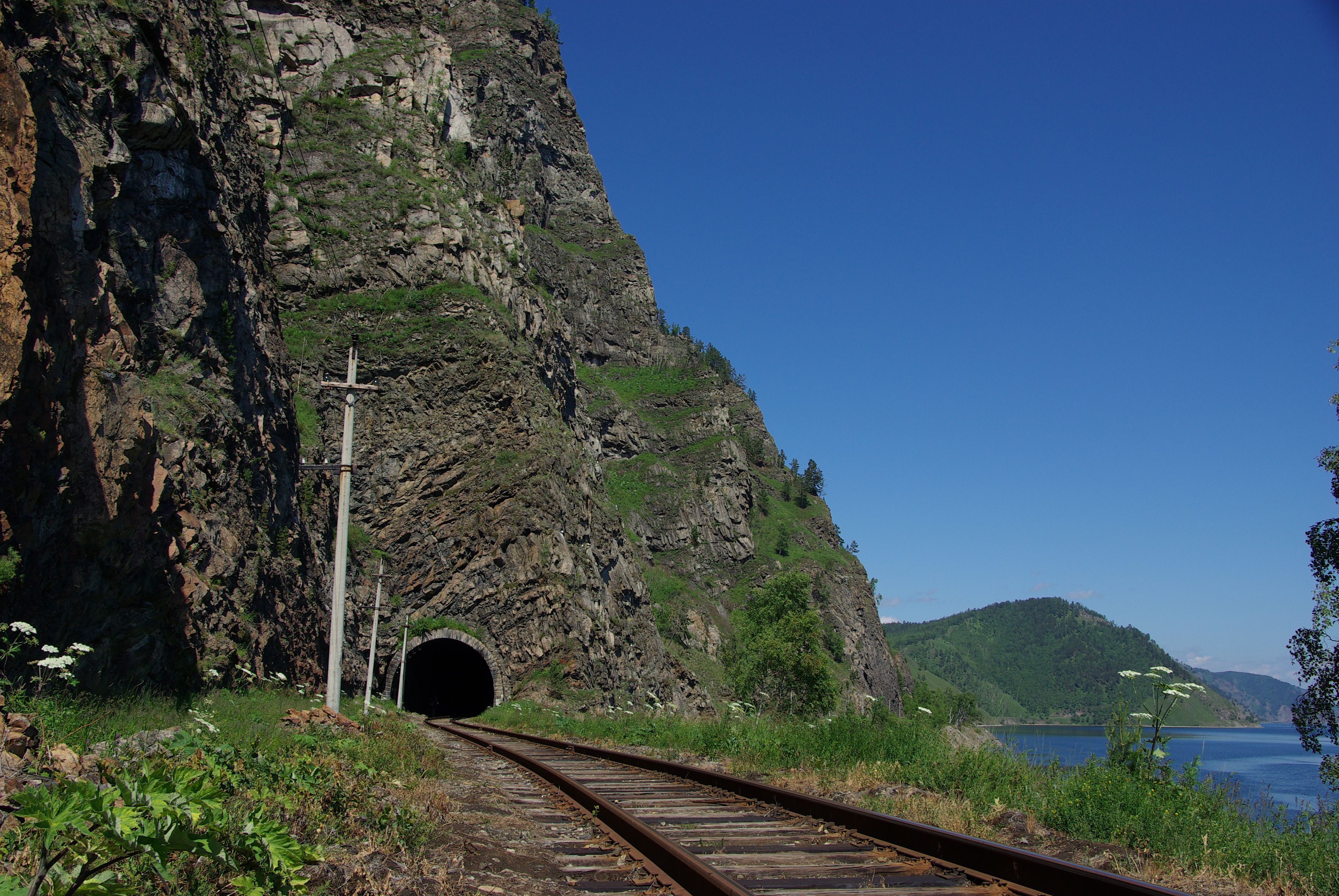
Кругобайкальская железная дорога
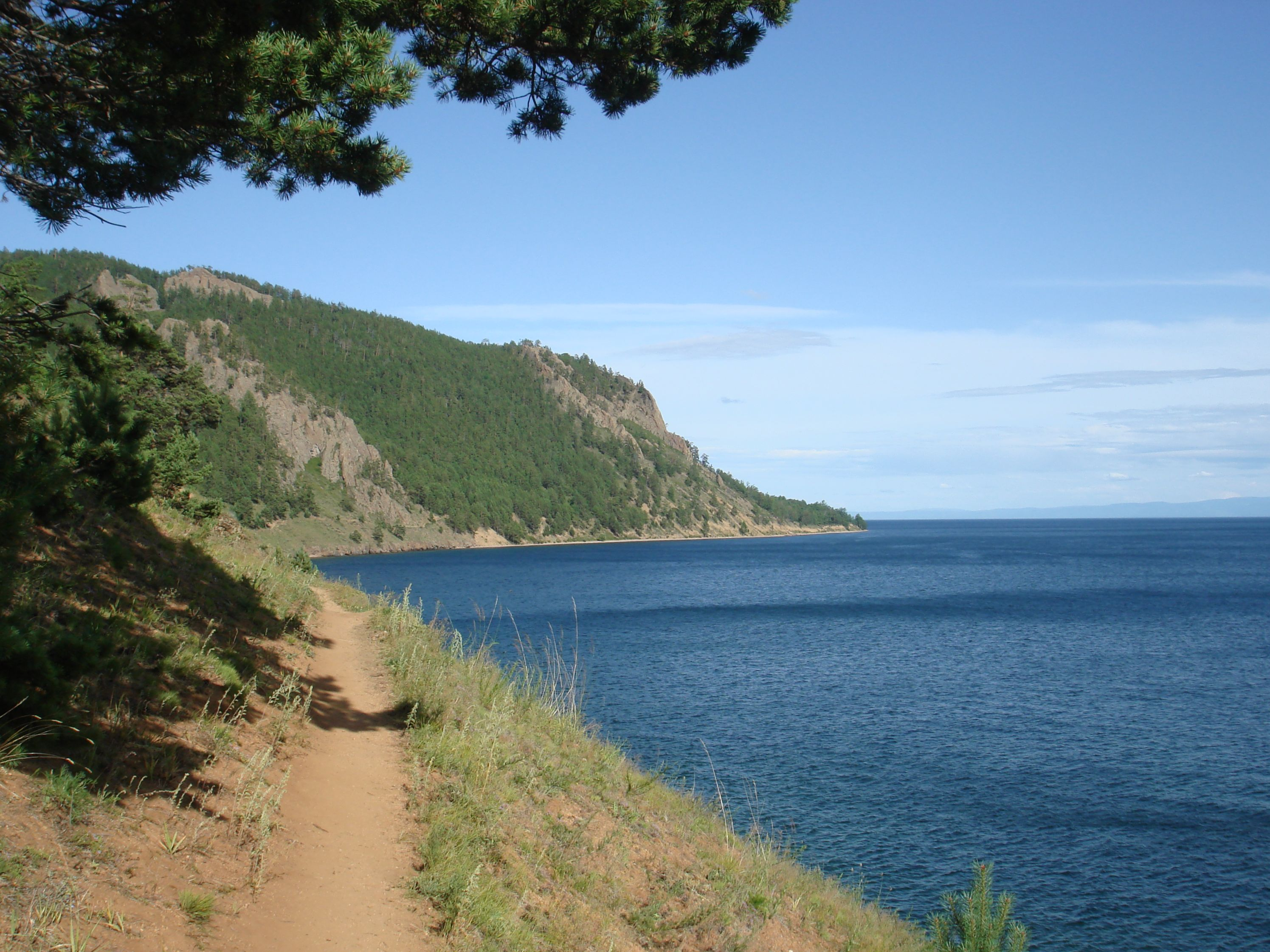
Большая Байкальская тропа
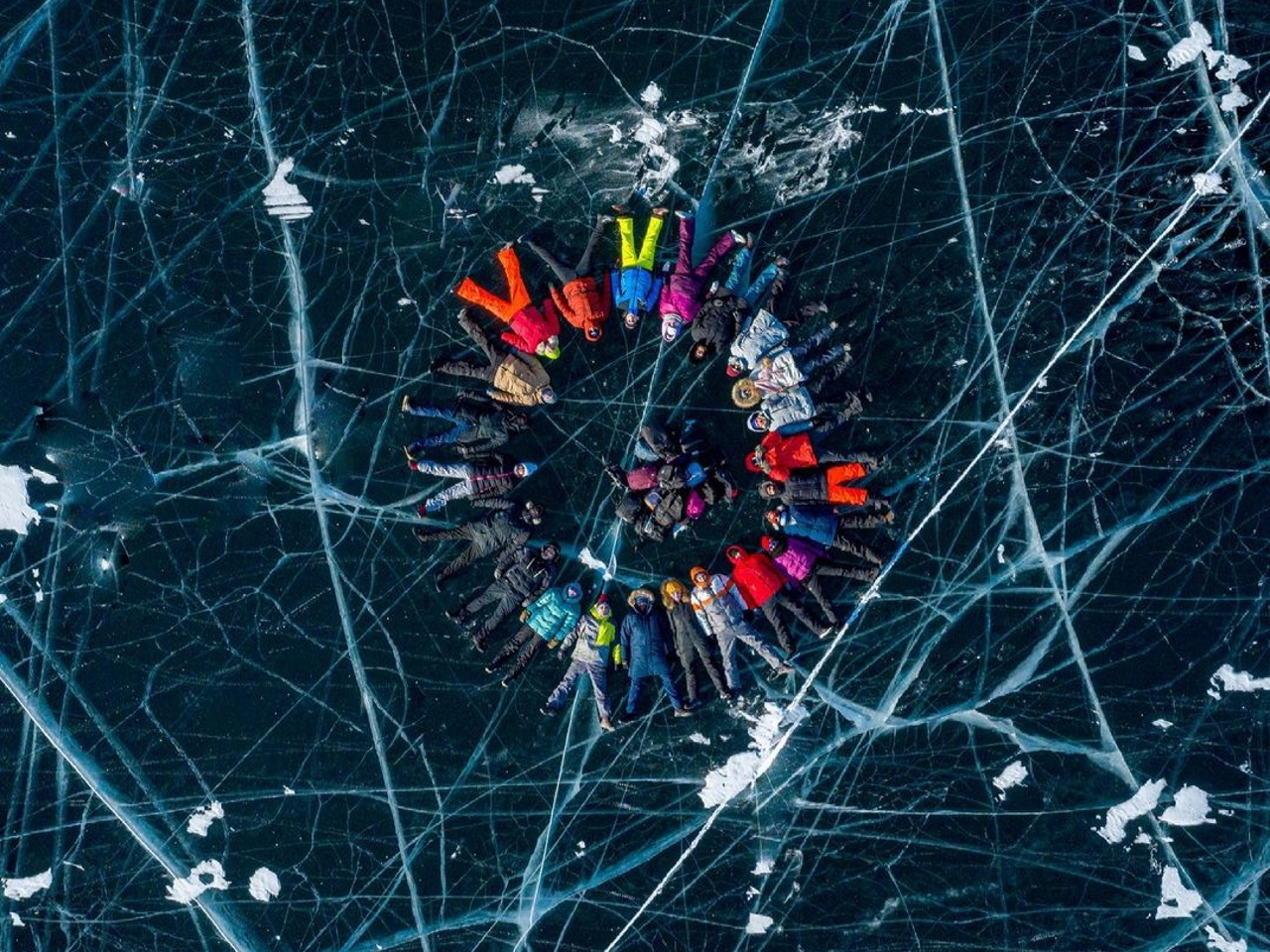
Туристы на льду Байкала
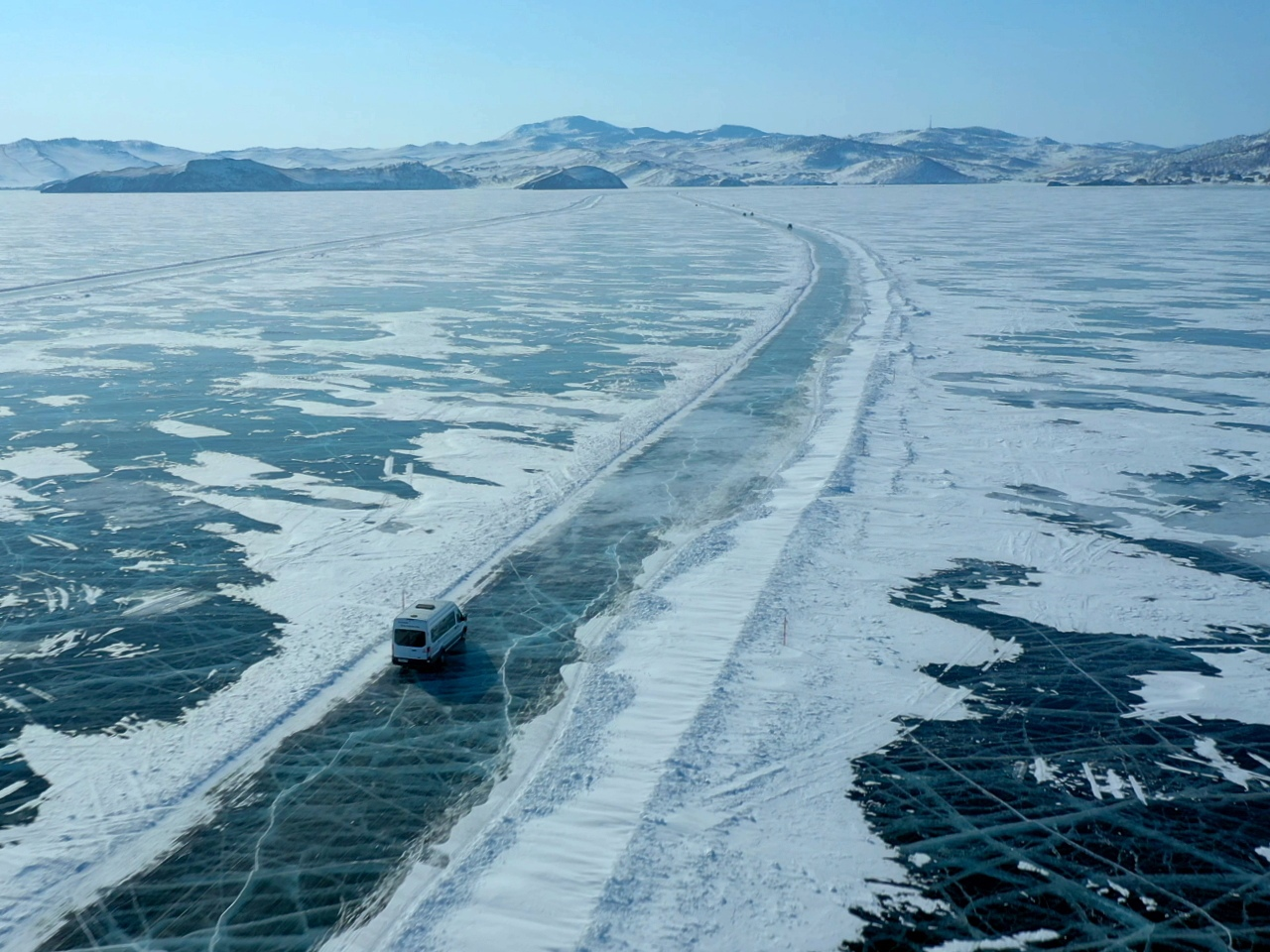
Дорога по льду Байкала
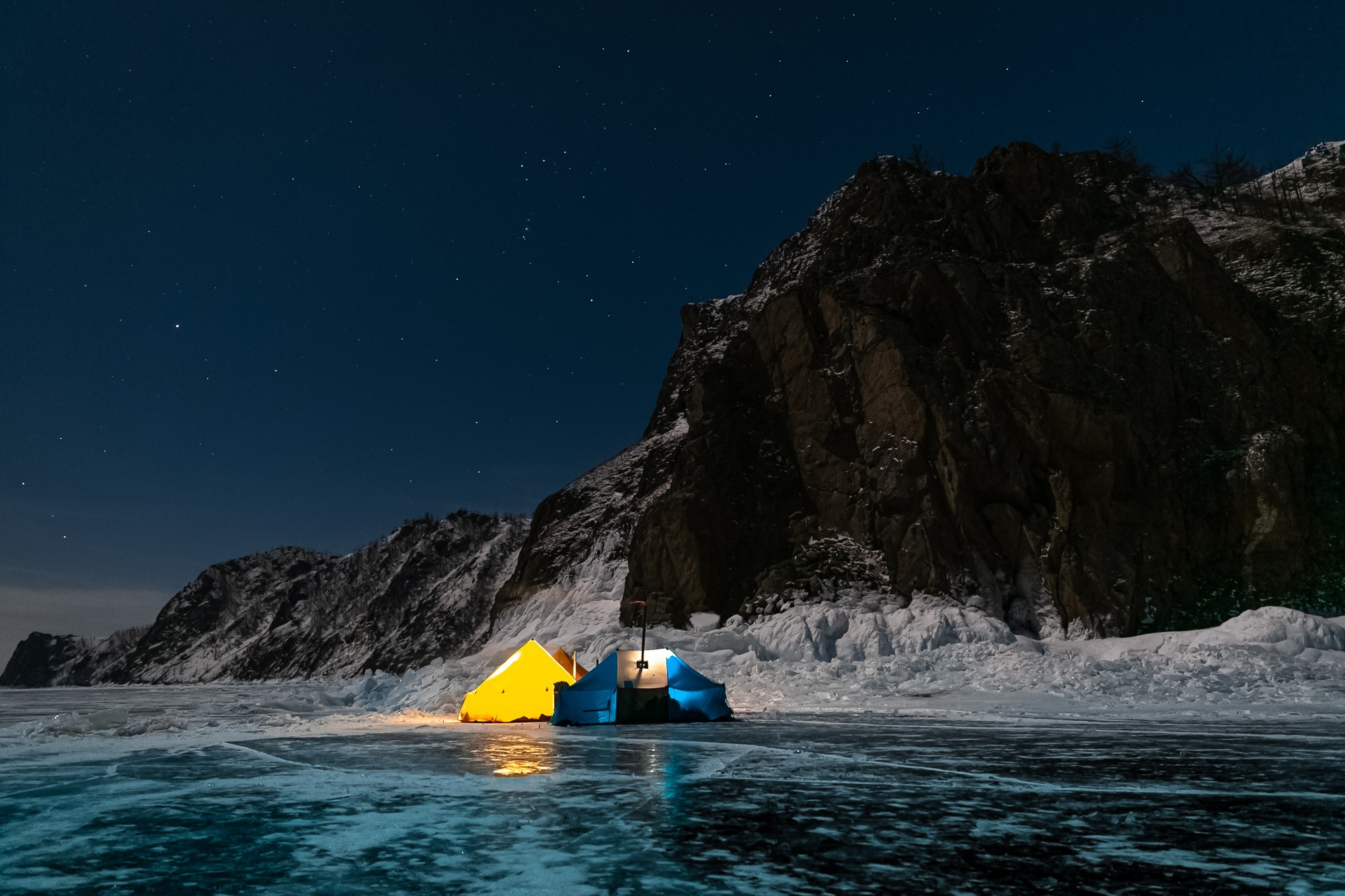
Туристы ночуют на льду Байкала

### Достопримечательности
На Байкале и вокруг него находится много памятников природы, культуры, а также исторических и археологических достопримечательностей. Ниже перечислены некоторые из них:
- Северный Байкал
- Скала Шаман-камень
- Чивыркуйский залив
- Баргузинский залив
- Ушканьи острова
- Бухта Песчаная
- Мыс Скала Шаманка на острове Ольхон
- Мыс Лударь
- Мыс Рытый
- Пик Черского — 2090 м над уровнем моря
- Кругобайкальская железная дорога

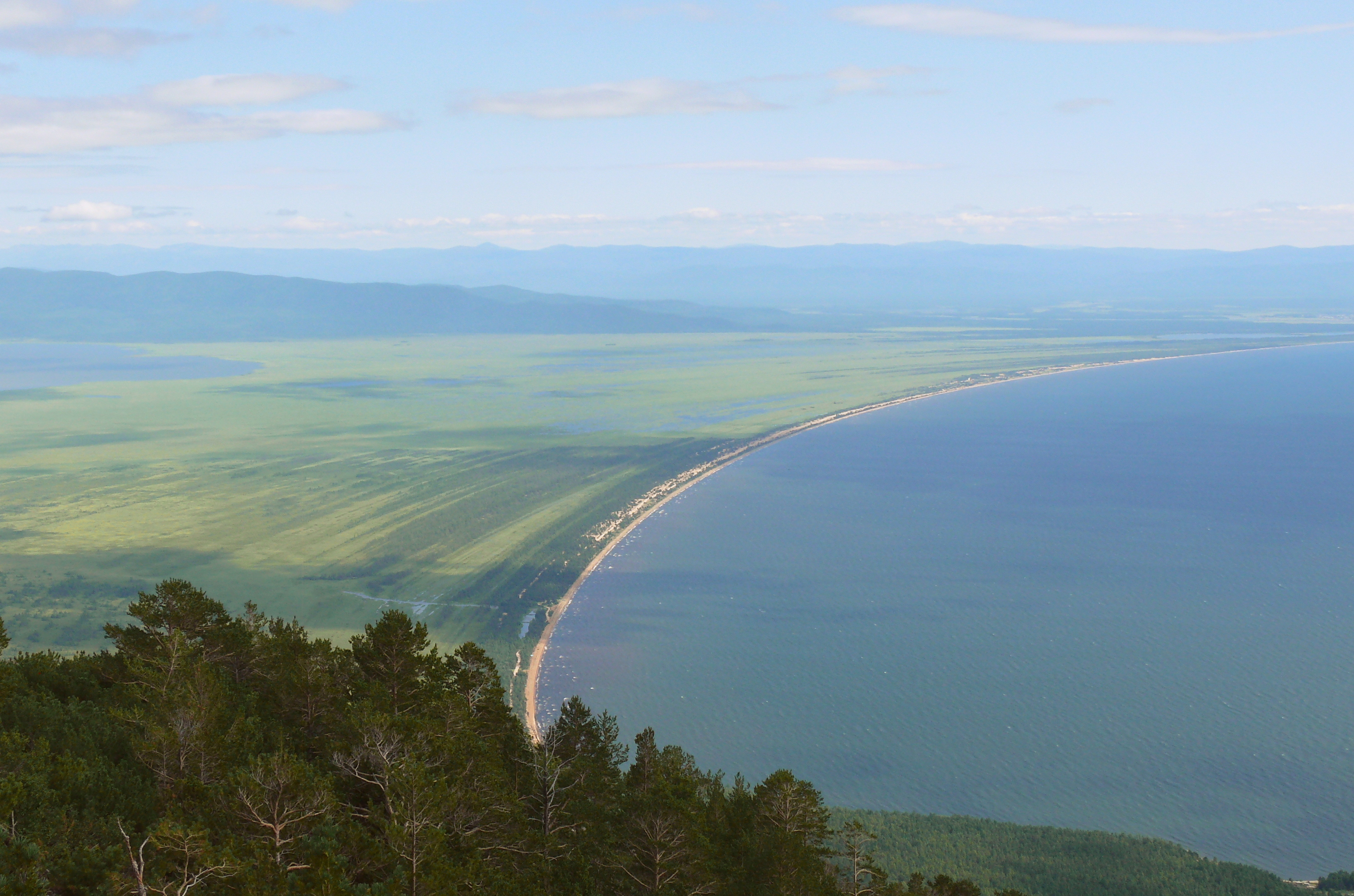
Баргузинский залив
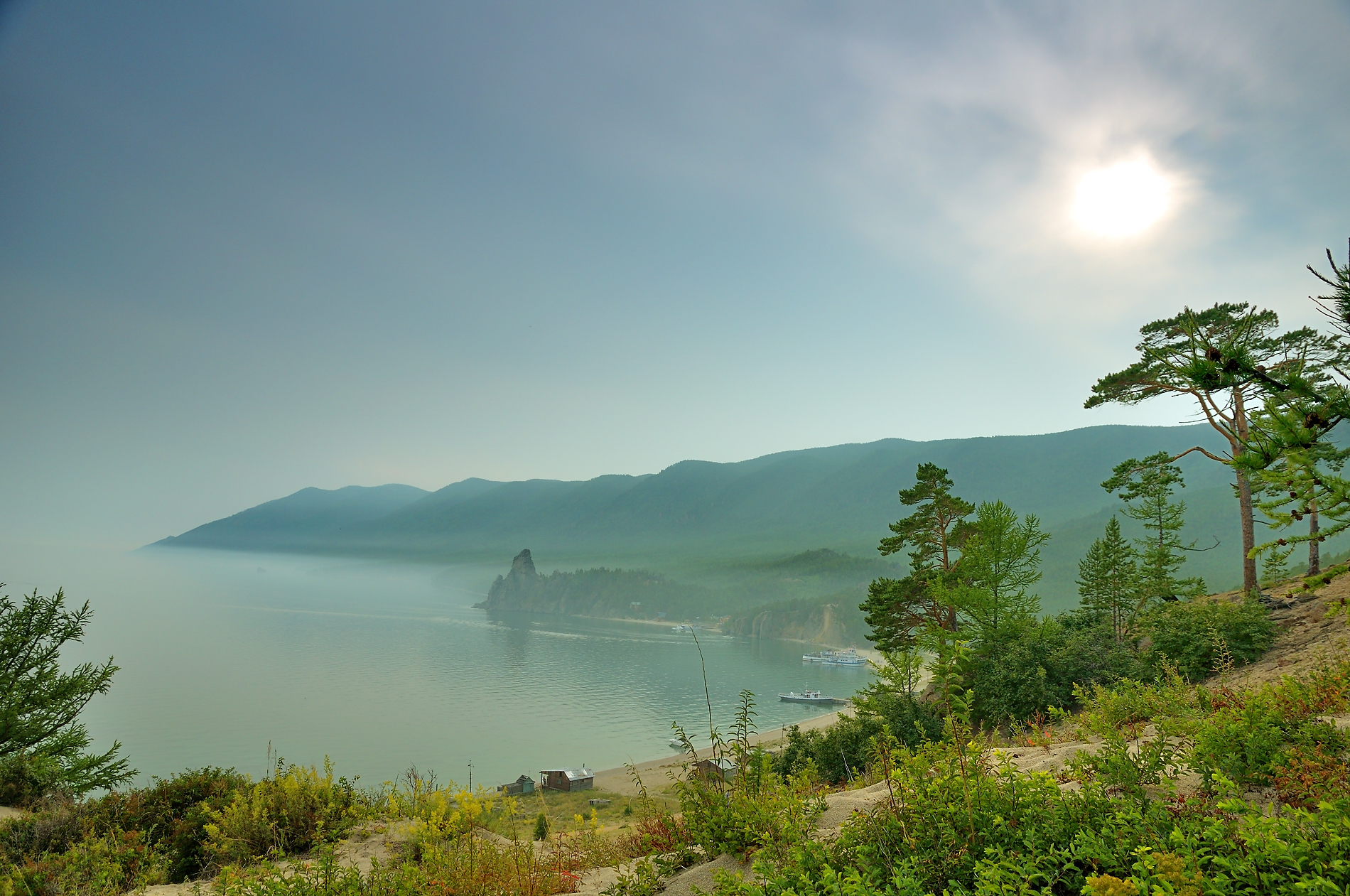
Бухта Песчаная
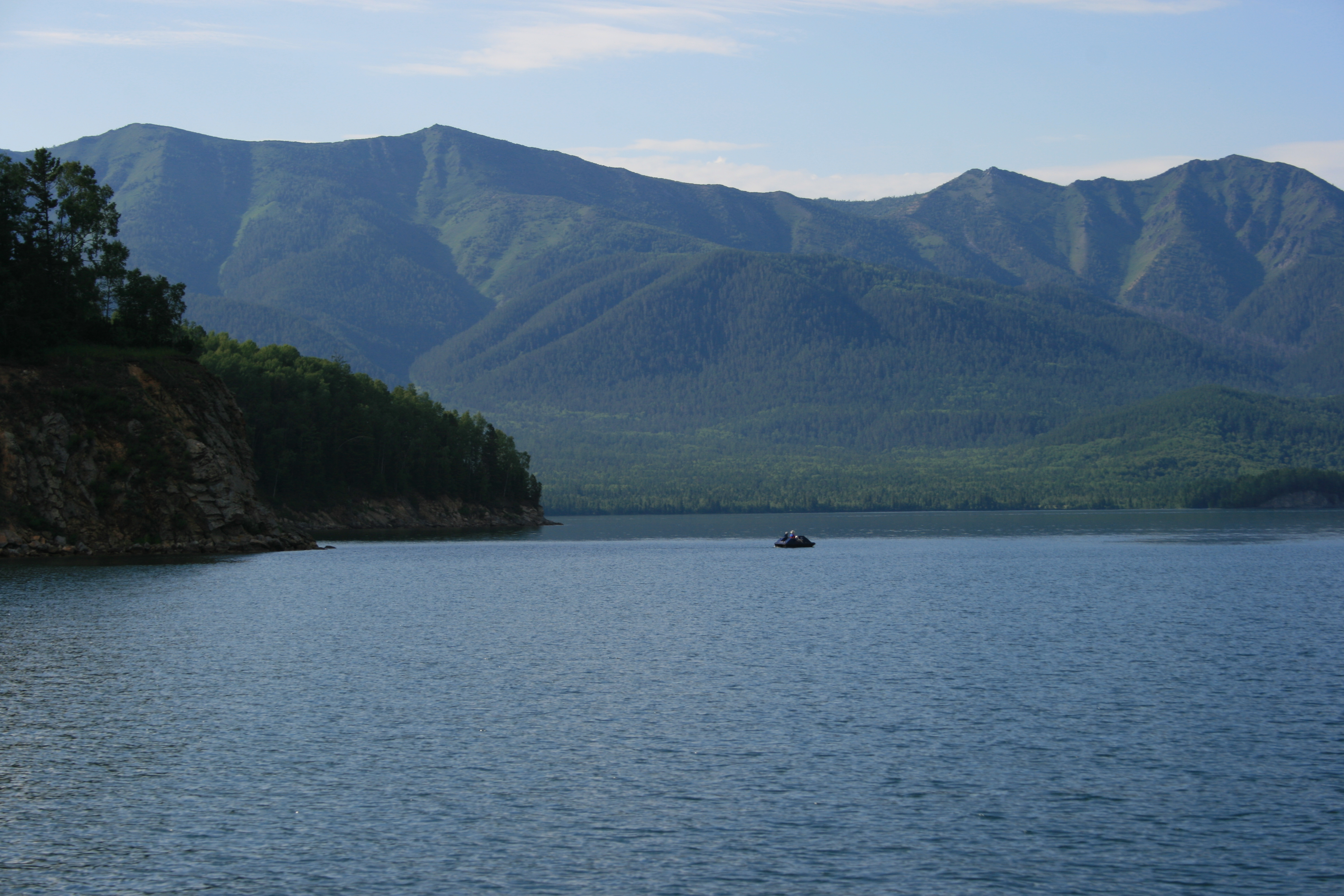
Бухта Змеиная в Чивыркуйском заливе
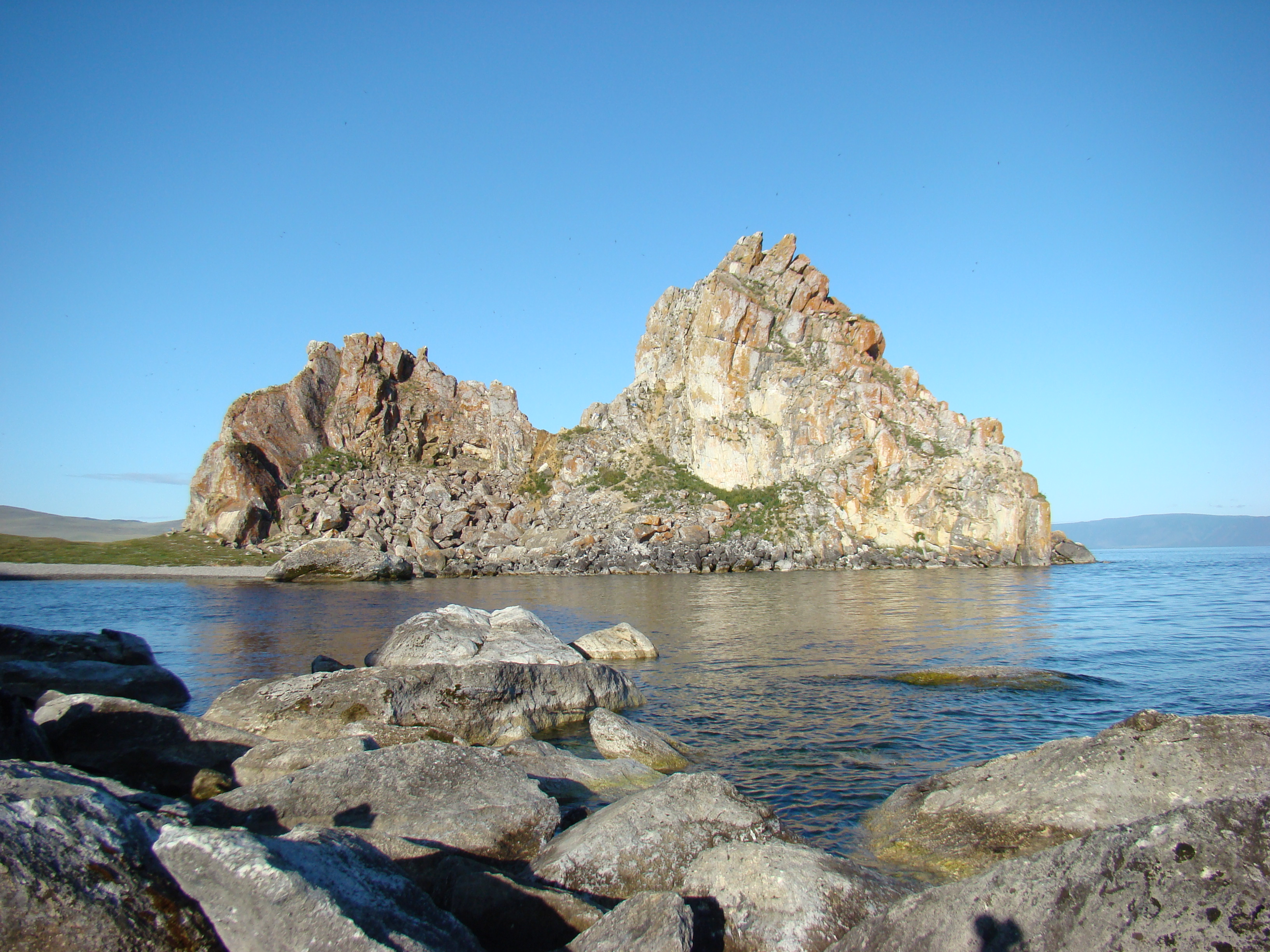
мыс Скала Шаманка на острове Ольхон

## Известные высказывания о Байкале
Славное море — священный Байкал,

Славный корабль — омулёвая бочка.

Эй, баргузин, пошевеливай вал,

Молодцу плыть недалёчко.

Долго я тяжкие цепи носил,

Долго скитался в горах Акатуя,

Старый товарищ бежать подсобил,

Ожил я, волю почуя.

Шилка и Нерчинск не страшны теперь,

Горная стража меня не поймала,

В дебрях не тронул прожорливый зверь,

Пуля стрелка миновала.

Шёл я и в ночь и средь белого дня,

Вкруг городов озираяся зорко,

Хлебом кормили крестьянки меня,

Парни снабжали махоркой.

Славное море — священный Байкал,

Славный мой парус — кафтан дыроватый,

Эй, баргузин, пошевеливай вал,

Слышатся грома раскаты.
Здесь помещены цитаты известных людей о Байкале.

Байкал удивителен, и недаром сибиряки величают его не озером, а морем. Вода прозрачна необыкновенно, так что видно сквозь неё, как сквозь воздух; цвет у неё нежно-бирюзовый, приятный для глаза. Берега гористые, покрытые лесами; кругом дичь непроглядная, беспросветная. Изобилие медведей, соболей, диких коз и всякой дикой всячины…— А. П. Чехов

Кто видел Байкал, тот навсегда сохранит в памяти величественные картины этого озера, обрамлённого высокими хребтами. Многоликий Байкал по-разному представляется проезжающим. Одни запоминают его тихим и спокойным, с голубой зеркальной гладью вод; другие — яростно бросающимся на гранитные скалы белыми от пены валами волн; третьи видят Байкал присмиревшим от бурь и волнений, скованным тяжёлым, гулко трескающимся от мороза льдом… В тихую погоду Байкал совершенно иной. Летом случаются дни, когда на водной поверхности нет ни одной морщинки ряби. Тогда в ней, как в гигантском зеркале, отражается далёкое нежно-голубое небо, отчего кристально чистая байкальская вода становится ещё прозрачнее и светлее.— С. Г. Саркисян

Байкал, казалось бы, должен подавлять человека своим величием и размерами — в нём всё крупно, всё широко, привольно и загадочно — он же, напротив, возвышает его. Редкое чувство приподнятости и одухотворённости испытываешь на Байкале, словно в виду вечности и совершенства и тебя коснулась тайная печать этих волшебных понятий, и тебя обдало близким дыханием всесильного присутствия, и в тебя вошла доля магического секрета всего сущего. Ты уже тем, кажется, отмечен и выделен, что стоишь на этом берегу, дышишь этим воздухом и пьёшь эту воду. Нигде больше не будет у тебя ощущения столь полной и столь желанной слитности с природой и проникновения в неё: тебя одурманит этим воздухом, закружит и унесёт над этой водой так скоро, что ты не успеешь и опомниться; ты побываешь в таких заповедных угодьях, которые и не снились нам; и вернёшься ты с удесятерённой надеждой: там, впереди, обетованная жизнь…— В. Г. Распутин

## Факты
- Если всю воду, содержащуюся в Байкале (23 615,390 км³)[3][121], разделить на всех граждан России (141 927 297 человек[122]), то на каждого придётся около 166,4 тыс. кубометров воды, что составляет примерно 2773 железнодорожных цистерн по 60 тонн каждая.
- По оценкам исследователя озера к.г.н. Л. Г. Колотило «Цена Байкала»[123], утилитарная стоимость воды в озере составляет 236 триллионов долларов. Его статья вызвала определённый интерес[124][125], в том числе у «Гринписа России»[126], а её основные положения 27 ноября 2012 года были озвучены (без ссылки на автора) в интервью В. В. Жириновского на телеканале «Вести 24»[127].

## Мифы и легенды о Байкале
- Существует легенда, что у отца Байкала было 336 рек-сыновей и одна дочь-Ангара, все они втекали в отца, дабы пополнять его воды, но вот его дочь полюбила Енисея и стала выносить воды отца своему любимому. В ответ на это отец Байкал кинул в свою дочь огромную скалу и проклял её. Эта скала, называемая Шаман-камень, находится в истоке Ангары и считается её началом.
- В другой вариации легенды сказано, что у Байкала была единственная дочь — Ангара. Она влюбилась в Енисея и решила сбежать к нему. Байкал, узнав об этом, попытался преградить ей путь, кинув вслед ей скалу Шаман-камень, но Ангара побежала дальше, тогда Байкал послал за ней в погоню своего племянника Иркута, но он пожалел Ангару и свернул с пути. Ангара встретилась с Енисеем и потекла дальше вместе с ним[128].

## Фильмы
- 1969 год — художественный фильм «У озера» киностудии им. М. Горького.
- 1992 год — научно-популярный фильм «Байкальские предания» киностудии «Леннаучфильм» (режиссёр-оператор В. А. Петров) о географических и природных особенностях озера, а также об истории обитания народов на его берегах.
- 2017 год — документальный фильм «Без Байкала»[129].

## Песни
- Песня «Байкал, байкал» (сл. Ю. Полухин, муз. — А. Муравлёв) из фильма «Когда расходится туман» 1970 года
- Песня «Мой Байкал» (сл. Л. Куксо, муз. — Д. Тер-Татевосян) из фильма «Крик тишины» 1981 года

## Год Байкала
2021 год объявлен Годом Байкала в Иркутской области в соответствии с Указом Губернатора Иркутской области № 256-уг от 9 сентября 2020 года «О Годе Байкала в Иркутской области». В рамках Года Байкала было запланировано более 60 мероприятий, в том числе проектирование и строительство очистных сооружений, дорог, организация площадки для обмена мнениями экспертами экологического просвещения. На открытии Года Байкала в Иркутской области присутствовали Посол Великобритании в РФ Дебора Броннерт, Посол Португалии в РФ Паулу Визеу Пинейру, представители ООН. 
Одним из первых его мероприятий стал хоккейный матч с участием звёзд спорта мирового уровня на льду озера в посёлке Большое Голоустное 8 марта.